# Cúpula de Santa Maria del Fiore
La cúpula de Santa Maria dei Fiori és la coberta del creuer de la basílica de Santa Maria del Fiore de Florència. Quan es va construir al segle xv era la cúpula més gran del mon, i encara és la cúpula de maçoneria amb maons més gran mai construïda El diàmetre màxim de la cúpula interna és de 45,5 metres, mentre que el de l'exterior és de 54,8. Va ser projectada i dirigida per Filippo Brunelleschi, qui va iniciar amb aquesta obra el Renaixement italià i florentí en arquitectura. Per la influència fonamental que va tenir per al desenvolupament de l'arquitectura i la concepció moderna d'edificis, encara és considerat per alguns com l'obra arquitectònica més important mai construïda a Europa des de l'antiga Roma.
Les dimensions van impedir utilitzar el mètode de construcció tradicional amb l'ajut de cintres, i per això al llarg del temps es van formular moltes hipòtesis sobre la tècnica de construcció que s'havia d'utilitzar. Brunelleschi no va deixar registre de cap dibuix, maqueta o esbós on explica el procediment que va fer servir per a construir-la.
Les obres de construcció de la cúpula van durar setze anys, des de 1420 fins al 1436. L'any 1446 va començar la construcció del llanternó, el qual va ser acabat l'abril de 1461. El revestiment exterior del cimbori es va executar entre 1512 i 1515, i la decoració pictòrica de l'interior de la cúpula va començar més d'un segle després de la finalització del llanternó, entre 1572 i  1579. S'hi van utilitzar quatre milions de maons, i el pes total de la cúpula és més de 25.000 tones.
Bona part dels pèrits de la societat florentina i italiana del moment s'hi van implicar: arquitectes com Filippo Brunelleschi, Miquel Àngel i el seu mestre Andrea del Verrocchio, l'escultor Donatello, artistes polifacètics com Lorenzo Ghiberti, pintors com Vasari i Federico Zuccaro, o científics com Paolo dal Pozzo Toscanelli. També hi participaren els senyors de Florència, començant per Cosme de Mèdici o el gran duc Cosme I de Mèdici. Com que era part d'un edifici religiós de primer ordre, el papa Eugeni IV la va consagrar.
Com a tota gran obra humana, van haver-hi enfrontaments entre persones; Brunelleschi tenia un caràcter difícil, i les circumstàncies el portaren a forts enfrontaments amb els artistes Lorenzo Ghiberti i amb Antonio de Ciaccheri Manetti. També moments de crisi, com el naufragi del vehicle amfibi, conegut com Il Badalone, dissenyat per Brunelleschi i destinat a transportar marbre des de Pisa fins a Florència.
Els cònsols del gremi de l'Art de la Llana van assegurar el finançament continuat de l'obra, així com la de crear un sistema de govern del consorci «Opera del Duomo» (‘les obres de la catedral’) que havia d'escollir el disseny més idoni que en garantís la seguretat. L'organització de concursos públics per poder escollir en cada fita important les millors idees, permeté mantenir un alt nivell de rigor tècnic i una estètica que continua a suscitar l'admiració fins avui.
És una de les construccions mes característiques de Florència i forma part de la silueta de la ciutat. L'any 1982, el centre històric de Florència, del qual la catedral  i la cúpula de Santa Maria del Fiore en formen una part essencial, van ser declarats Patrimoni de la Humanitat per la Unesco.
Al museu de l'Opera del Duomo de Florència es mostren diverses maquetes que van servir per a construir la basílica, així com de grues i altres eines dissenyades per Brunelleschi.

## Descripció

Cimbori, cúpula i llanternó

La cúpula està formada per quatre arcs apuntats rebaixats que emmarquen vuit cares o panys ogivals, cobertes amb teula de fang vermell i vorejades per vuit nervis de pedra blanca. Tota l'estructura descansa sobre un cimbori octagonal de cares rectes, perforat per vuit òculs per a la il·luminació de l'interior. Els nervis convergeixen en un anell octagonal superior, coronat per un llanternó, element que també col·labora en l'entrada de llum. L'interior està constituït per dos casquets o domos, un d'interior i un altre exterior, construïts amb maó disposat en forma d'espiga de blat. Els casquets són connectats entre si per mitjà d'una retícula interior formada per costelles i nervadures, que sostenen la cúpula i col·laboren a l'estabilitat. El buit que queda entre els dos casquets forma un espai pel qual hom pot ascendir fins al llanternó.
L'exterior del cimbori està revestit amb marbres policroms i amb una balustrada incompleta que només es va construir en una de les seves cares. La cara interna de la cúpula està decorada amb pintures al fresc i al tremp d'ou que representen el Judici Final i que amb unes 700 figures i 3.600 metres quadrats de superfície és la pintura mural més gran del món.
Les mides del conjunt són colossals. L'alçada màxima de la cúpula és de 116,50 metres, el diàmetre màxim del casquet interior és de 45,5 metres i el de l'exterior, de 54,8 metres. La base de les impostes es troba a 55 metres de terra. El cimbori, de 13 metres d'alçària i 43 d'amplada, se situa a 54 metres del sòl. El casquet interior té una funció estructural autoportant, i el seu gruix a la base és de 2,20 metres, que disminueix fins als 2 metres a la cúspide, mentre que el casquet exterior, amb una funció únicament de coberta, té un gruix que passa d'un metre a 40 centímetres. L'anell superior de tancament de la cúpula es troba a 86,70 metres del sòl. El llanternó té 6 metres de diàmetre i 21 d'alçària. Les vuit cares trapezoidals de la cúpula mesuren 17,50 metres de longitud i tenen una alçària de 32,65 metres.
L'obra de la cúpula no respon completament a la idea d'obra del Renaixement, en tant que ell concepte només fou possible per la influència gòtica.

## Antecedents
La construcció en estil gòtic va patit una davallada a partir de finals del segle XIV. En aquest període els emergents estats nació van començar a competir amb l'església com a centres de poder. Per aquestes noves entitats, l'Imperi Romà era el model d'estat-nació, i semblava apropiat l'ús de construccions romanes com a símbols del nou poder, particularment l'arc de mig punt, la volta de canó i per sobre de tot, la cúpula, seguint l'exemple del Panteó de Roma. A Florència s'hi sumava una altra raó de pes; l'estil gòtic era el practicat pels tradicionals adversaris de la ciutat, especialment Milà i també França.

### La cúpula original d'Arnolfo di Cambio

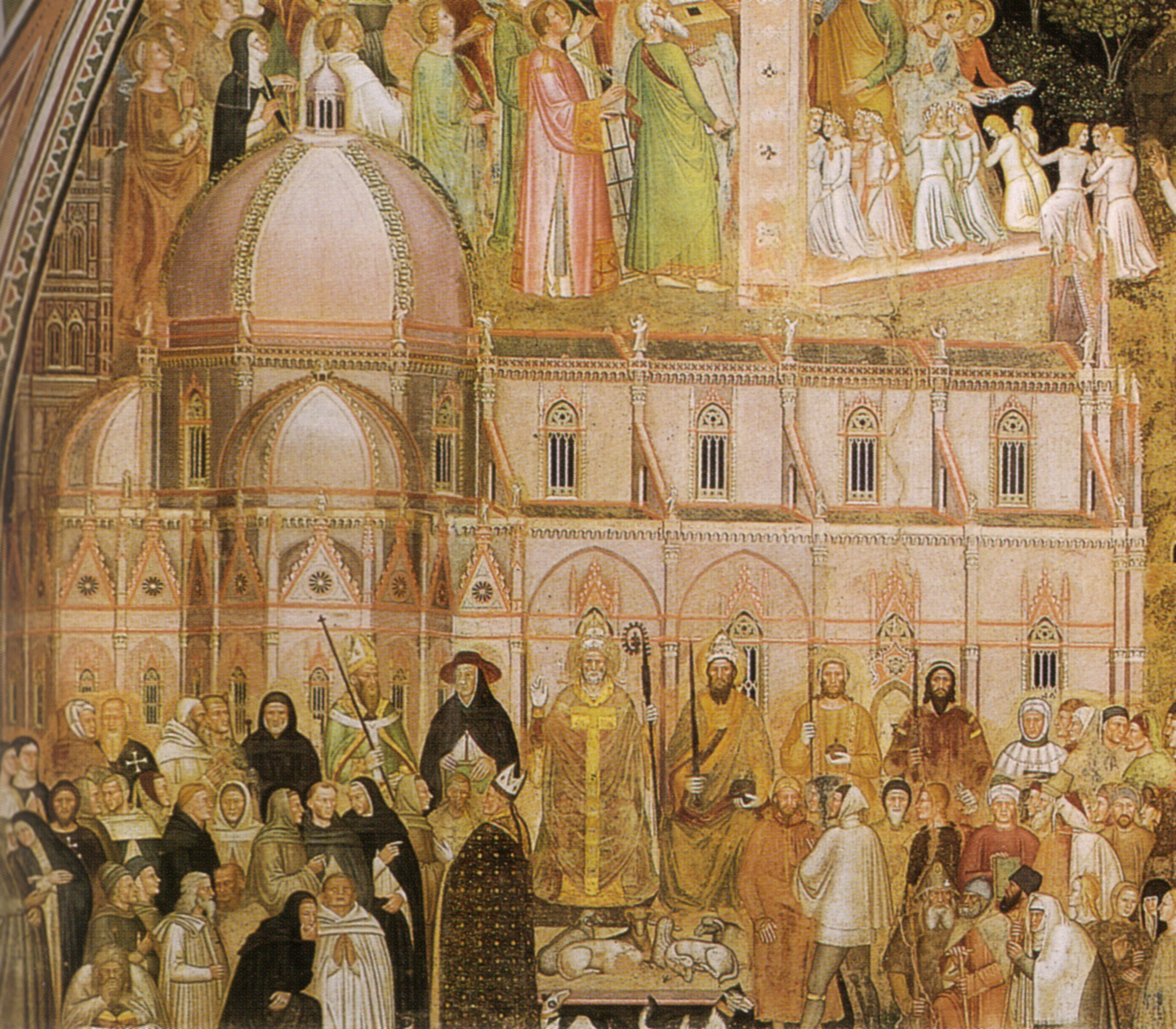
Detall de L'Església militant i triomfant, amb el dibuix del projecte d'Arnolfo di Cambio

Les obres de l'actual edifici de la catedral de Santa Maria del Fiore es van iniciar entre els anys 1294 i 1295 per substituir l'antiga església de Santa Reparata, de dimensions més petites. Arnolfo di Cambio, l'arquitecte o capomaestro que va projectar la nova catedral, va morir poc després de l'inici de les obres. Si bé havia deixat construït un model de l'església de considerables dimensions, aquest s'ensorrà sota el seu propi pes en algun moment del segle XIV.
Arnolfo di Cambio havia previst una àmplia nau central amb un creuer obert a tres cossos laterals. El creuer es cobriria mitjançant una cúpula de base octagonal, tal com es pot apreciar en un conegut fresc d'Andrea di Bonaiuto, l'Església militant i triomfant a la basílica de Santa Maria Novella a Florencia. La pintura, datada de 1355 aproximadament, mostra en segon pla una església clarament reconeixible com Santa Maria del Fiore, en què es representa una cúpula desproveïda de cimbori i amb forma semiesfèrica, encara que de costats molt corbats Malgrat això, una cúpula de mig punt, encara que fos de menor grandària i no tingués cimbori, hagués tingut grans problemes per suportar el pes del llanternó de la imatge sense l'ajuda de reforços. De tota manera, és possible que Andrea di Bonaiuto hagués donat al dibuix una forma més arrodonida que la que Arnolfo di Cambio va idear. El fet més rellevant es que Arnolfo di Cambio proposava una cúpula que evitava la construcció dels característics contraforts de l'arquitectura gòtica imperant en aquella època, i adoptava un model nou.
Excavacions fetes en la dècada de 1970 van descobrir l'emplaçament del model, i posaren a la llum els fonaments a escala d'una cúpula amb una envergadura de 36,27 metres. Aquest era un diàmetre superior al de la cúpula de l'església de Santa Sofia a Constantinoble.

### El concurs de 1396
El projecte original fou ampliat pel següent capomaestro, Francesco Talenti, fent-lo de majors dimensions. Les obres per la construcció de la catedral continuaren de forma interrompuda. L'any 1330 l'administració de l'Opera del Duomo, organització responsable del finançament i edificació de l'obra, fou assumida pel gremi més ric, el del Art de la Llana. El 1336 el progrés de les obres ja feia necessari disposar d'un model concret de cúpula, de forma que l'Opera del Duomo encarregà al capomaestro del moment, Giovanni di Lapo Ghini, una proposta per a la cúpula. Però també sol·licità un model a un grup d'artistes i mestres d'obra encapçalats per Neri di Fioravante.
La proposta de Giovanni di Lapo Ghini era d'estil gòtic tradicional. Va preveure una estructura amb murs prims i alts finestrals, i contraforts en forma d'arcbotants per suportar la cúpula. Per contra, la proposta de Neri di Fioravante eliminava els contraforts, que substituïa per la incorporació d'una sèrie d'anells de pedra o fusta instal·lats al voltant de la cúpula, que l'envolten de la mateixa manera que els cèrcols de ferro envolten les dogues d'una bota. Presentava dues particularitats. La primera era que incorporava dues cúpules, una disposada dintre de l'altra. La segona era la forma de la cúpula exterior, que era la d'un arc apuntat, en lloc de la més previsible forma d'esfera com en el Panteó de Roma. La proposta definia clarament la forma i dimensions de la cúpula, però no resolia els reptes tècnics de la construcció.
El 1397 els confrares de l'Opera escolliren la proposta de Neri di Fioravante, però amb la condició que les columnes que suportaven la cúpula fossin engrandides per poder assumir les forces de la cúpula. El model passà a ser objecte de quasi veneració; cada cap d'any els confrares de l'Opera i el capomaestro juraven, posant les seves mans sobre una còpia de la Bíblia, que només construirien una església com la que mostrava el model.

## Filippo Brunnelleschi

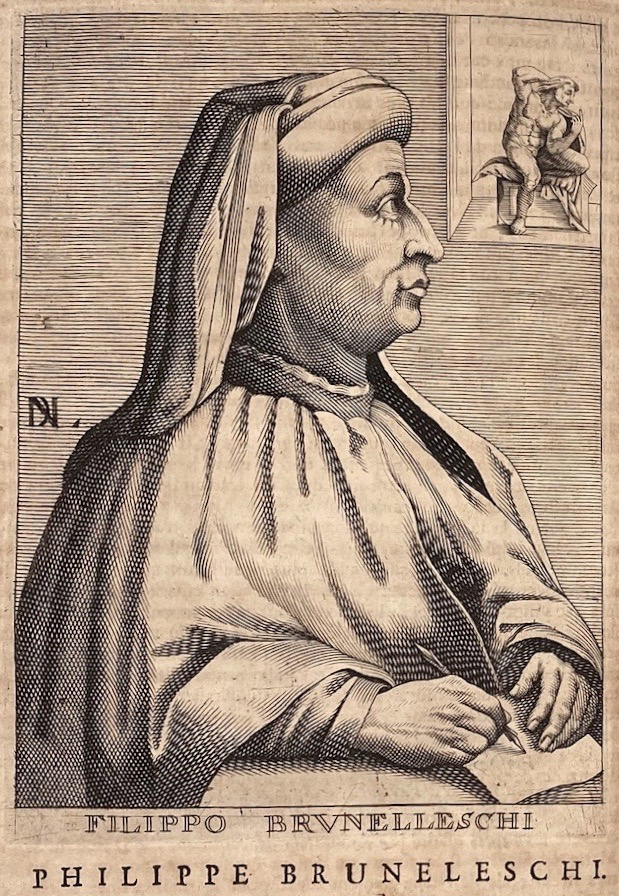

L'any 1402 Filippo Brunelleschi havia perdut el concurs escultòric pel segon conjunt de portes de bronze del baptisteri de Sant Joan enfront Lorenzo Ghiberti. Defraudat, va anar a Roma per estudiar arquitectura, acompanyat d'un adolescent Donatello que hi anà per estudiar escultura. Va restar a la ciutat uns quinze anys, tornat a Florència de tant en tant. A Roma es guanyava la vida com a orfebre i rellotger mentre estudiava els edificis de la ciutat.
Com que sabia que es preveia la construcció d'una cúpula a Santa Maria del Fiore, va parar especial atenció a les mides, proporcions i mètodes de construcció de la cúpula del Panteó, que amb un diàmetre de 43 metres i l'òcul zenital de 8 metres s'agermanava amb el projecte de Florència, i la del palau de Domus Aurea, que per la base vuitaviada era estructuralment semblant a la prevista a Santa Maria del Fiore. Les esquerdes de la semicúpula de les Termes de Trajà l'alertaren dels riscos associats a aquest tipus de construcció.
Tornà definitivament a Florència cap a 1416 o 1417. Giovani de Mèdici i del seu fill Cosimo li van fer l'encàrrec del disseny de l'Spedale degli Innocenti, així com de la restauració i engrandiment de l'església de San Lorenzo, que es convertiria en l'església familiar dels Mèdici. Després de la seva estada a Roma, Brunelleschi havia assolit la credibilitat suficient perquè la família mes poderosa de Florència li encomanés projectes rellevants d'arquitectura. Però a vegades l'estètica proposada per Brunelleschi, esplèndida i ornada, no encaixava amb l'estil més auster de Cosimo, fet que provocà que Brunelleschi perdés el projecte del disseny de la nova residència dels Mèdici.

## El disseny definitiu

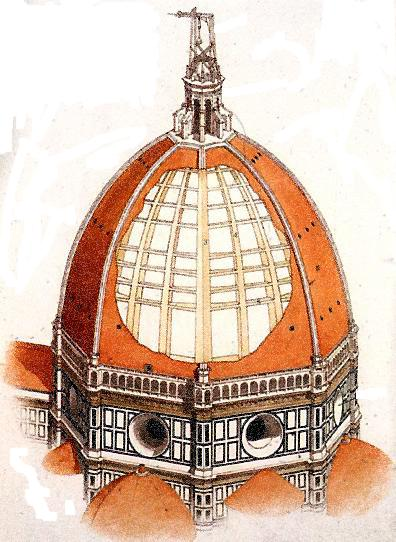
Costelles de la cúpula

Entre 1410 i 1413 el capomaestro Giovanni di Lapo Ghini feu construir un cimbori sobre l'obertura de l'octàgon, elevant l'altura des de la que s'hauria de començar a construir la cúpula fins als 54 metres. El cimbori complicava encara més la construcció de la cúpula, perquè els seus murs eren més prims que els de la nau de la basílica, fent necessari que les forces laterals que podien resistir els murs del cimbori i que serien transmeses per la cúpula fossin menors. Sembla que la idea de construir el cimbori va estar motivada en part per la necessitat de guanyar temps fins a trobar una solució al problema de la construcció de la cúpula, però aquest s'agreujava amb la construcció del cimbori.
El mes de juny de 1418 el capomaestro Giovanni d'Ambrogio, ja gran i malalt, havia construït un model per a la bastida de la cúpula. La proposta no va satisfer els confrares de l'Opera, de forma que dos mesos més tard, el 19 d'agost de 1418, van fer públic un concurs públic per rebre més opcions a canvi de 200 florins. Filippo Brunelleschi i onze aspirants més, alguns de Pisa i Siena, van presentar els seus models.

### El concurs de 1418
Brunelleschi va construir el seu model a escala 1:12 al pati de l'obra de la basílica; de fet era un petit edifici construït per quatre paletes proporcionats per l'Opera, amb la col·laboració escultòrica dels seus amics Donatello i Nanni di Banco. Al llarg del mes de desembre de 1418 els confrares de l'Opera van inspeccionar els models presentats. L'element que diferenciava més la proposta de Brunelleschi respecte la dels altres aspirants era l'absència de cintra, l'armadura de fusta necessària per suportar la cúpula mentre aquesta estava en construcció. En aquesta època tots els arcs, - i una cúpula és un arc girat 360 graus al voltant del seu eix – es construïen recolzant-se en estructures de fusta. S'assegurava una biga horitzontal de fusta a través de l'obertura, en el punt on l'arc començava a corbar-se, i sobre aquesta travessa es construïa una bastida de fusta per recolzar-hi els maons o les pedres que formaven l'arc.
La absència de cintra en el procés productiu provocava la incredulitat de molts confrares i altres persones influents en la decisió del projecte guanyador. Brunelleschi va empitjorar les coses quan es va negar a divulgar els detalls del seus projecte constructiu, temerós de ser copiat, creant una situació tan tensa que fou acusat pel jurat de ser "un ruc i un xarlatà". Els altres models van ser exclosos, excepte el presentat per Lorenzo Ghiberti, l'antic rival de Brunelleschi. El seu model, més senzill, emprava una estructura de fusta per sostenir provisionalment el pes de la cúpula durant la construcció.
La decisió final es va allargar fins que el 16 d'abril de 1420 s'escollí el projecte de Brunelleschi, encomanant-li la direcció de les obres de la cúpula, però també rebé el mateix càrrec i sou el seu rival Lorenzo Ghiberti, encara que el seu projecte fou rebutjat. El premi de 200 florins no fou adjudicat a ningú.

### El document de 1420

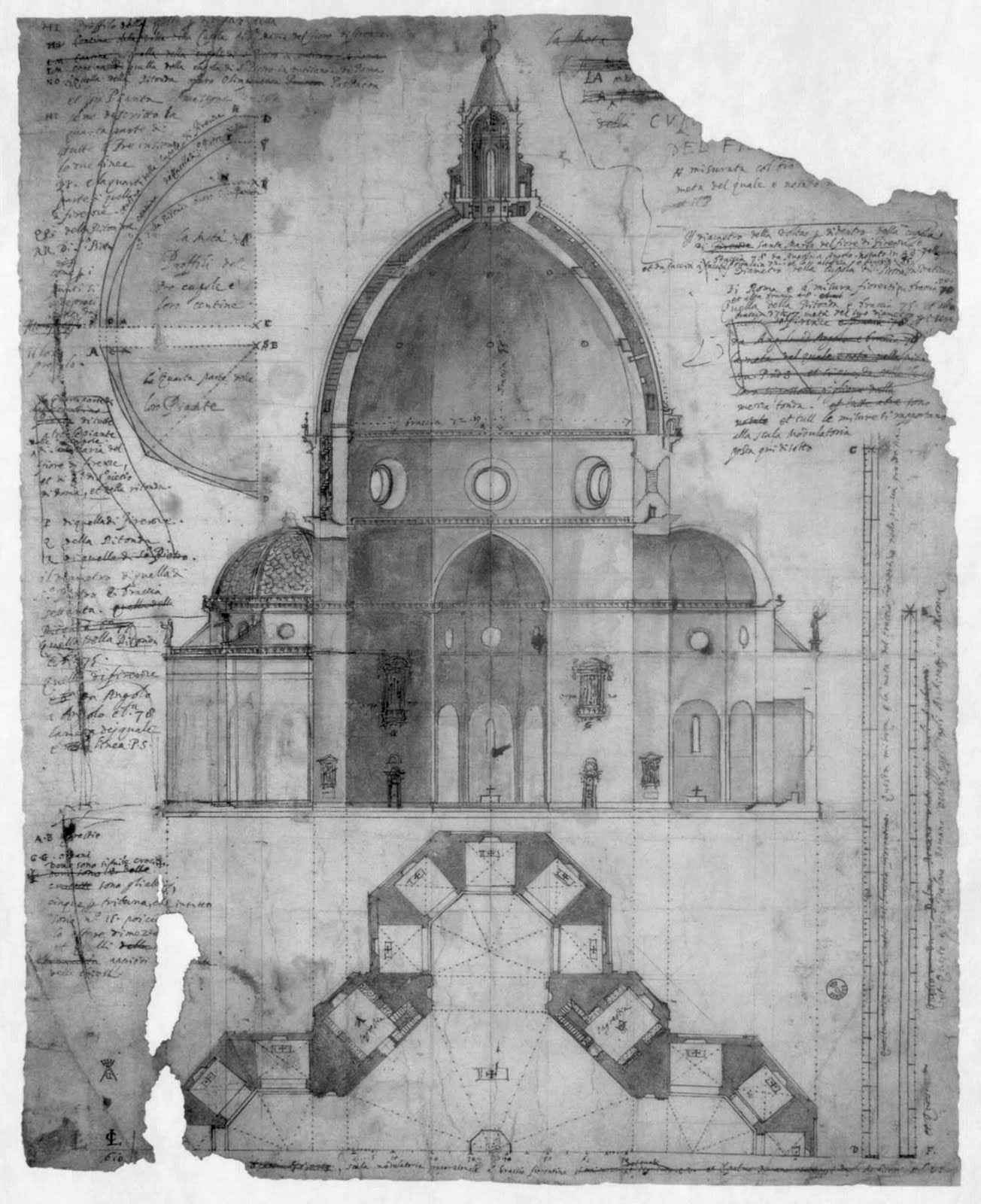
Planta i secció de la cúpula i l'absis. A la part superior esquerra es veu la comparació, en planta i perfil, de la cúpula amb el Panteó de Roma i la Basílica de Sant Pere.

Tres mesos després del nomenament, el 30 de juliol de 1420 Brunelleschi un document en el qual es determinava el programa constructiu de la cúpula. El document, anomenat modellum de 1420, va ser un dels primers contractes en què un mestre d'obres assumia la responsabilitat de la mateixa davant del client. En aquest acord s'exposava la manera en que s'havia de tancar el cimbori i es precisaven els aspectes més importants de la construcció. En essència, es tractava d'un nou programa de treball que sintetitzava en unes poques línies l'estructura, la forma i les dimensions de la construcció, encara que més que exposar una intencionalitat programàtica, Brunelleschi enunciava el projecte impartint disposicions executives. El document que es conserva a l'Opera del Duomo inclou dos afegits posteriors.
Si bé la cúpula construïda s'ajusta de forma precisa als documents existents, aquests proporcionen poques revelacions sobre la metodologia que es va seguir en la construcció. Aquest fet respon a una voluntat expressa de Brunelleschi, que sempre va tenir por que les seves idees fossin copiades pels seus adversaris. I també provocà que durant molts segles hom no tingués una idea clara de com es va construir la cúpula.
El dotzè punt mostrava que havien dubtes de la viabilitat de no usar cintres en la construcció de la cúpula. Els confrares de l'Opera assentien que pels primers 17 metres les dues cúpules, la interior i l'exterior, es construirien sense cintra que suportés la construcció. A aquesta alçada la inclinació dels maons ja és de 30 graus respecte el pla horitzontal, el límit en el que la fricció impedeix el lliscament dels maons, fins i tot amb el morter fresc. A partir d'aquesta alçada, el document establia que la cúpula es construiria "d'acord amb el que sembli aconsellable, perquè en la construcció només l'experiència pràctica ensenyarà què cal fer".

## Els reptes de la construcció
De forma resumida, el repte era com construir de manera segura una cúpula apuntada de gairebé 45 metres de diàmetre interior -començant als 55 metres sobre el nivell del terra- sobre un cimbori octagonal, el gruix del mur del qual era de 4,25 metres. La construcció havia d'adaptar-se a l'element que ja existia -el cimbori- per construir el nou -la cúpula-.

### El cimbori
El cimbori sobre el qual s'assenta la cúpula és un prisma de planta octagonal, comprès entre el cim dels quatre grans pilars angulars i la línia de impostes o nivell d'arrencada de la cúpula. Té una alçària de 13 metres des de la coberta de la nau principal de la catedral, té una amplada aproximada de 42 metres i el gruix dels seus murs és de quatre metres. El punt més alt està situat a 55 metres del terra. En la part superior s'obren vuit grans òculs que il·luminen l'interior de l'absis trilobat; el diàmetre dels òculs és d'uns 4,65 metres a la cara interna i uns set metres a l'externa. Tot el pes de la cúpula i el llanternó descàrrega sobre el cimbori, que està sotmès a grans esforços que al seu torn han de ser transmesos als quatre pilars de les cantonades. L'interior està delimitat per dos balcons amb balustrades en voladís. Al primer s'accedeix mitjançant quatre escales allotjades a l'interior dels pilars, que s'uneixen a la zona sud-est formant una única escala situada entre els dos casquets de la cúpula.
Brunelleschi es trobava que havia de construir una gran cúpula sobre un cimbori.. La mida de la cúpula era notablement major al previst inicialment, superant a la del Panteó de Roma, que fins llavors es considerava la més gran del món. El cimbori s'havia sobreelevat respecte al model original amb un cos addicional en el qual s'havien obert els vuit grans òculs per a la il·luminació. Aquest fet tenia dos efectes. Primer, l'espessor dels murs del cimbori era menor que els de la nau, increment el problema de les tensions generades per la cúpula, atès que es reduïa la resistència davant les forces laterals transmeses des d'ella. En segon el cimbori lloc incrementava l'altura del lloc de treball, fent més difícil l'elevació del material i la construcció de bastides i grues.
El principal obstacle per a la construcció de la cúpula era que la base del cimbori no era un octàgon regular perfecte perquè els seus costats i angles no eren idèntics; la diferència entre el costat més llarg i el més curt és de 0,57 metres. Com a conseqüència les seves quatre diagonals no convergien en un únic centre de referència, amb la qual cosa no havia un únic eix central vertical. Pel contrari, la unió dels angles oposats de l'octàgon produïa quatre centres diferents. A manca d'un únic centre, cada parell de cares aparellades de la cúpula tenia el seu propi eix vertical que definia el punt de referència a partir del qual es mesurarien les distàncies per la construcció dels arcs i cares corresponents.

### La cúpula

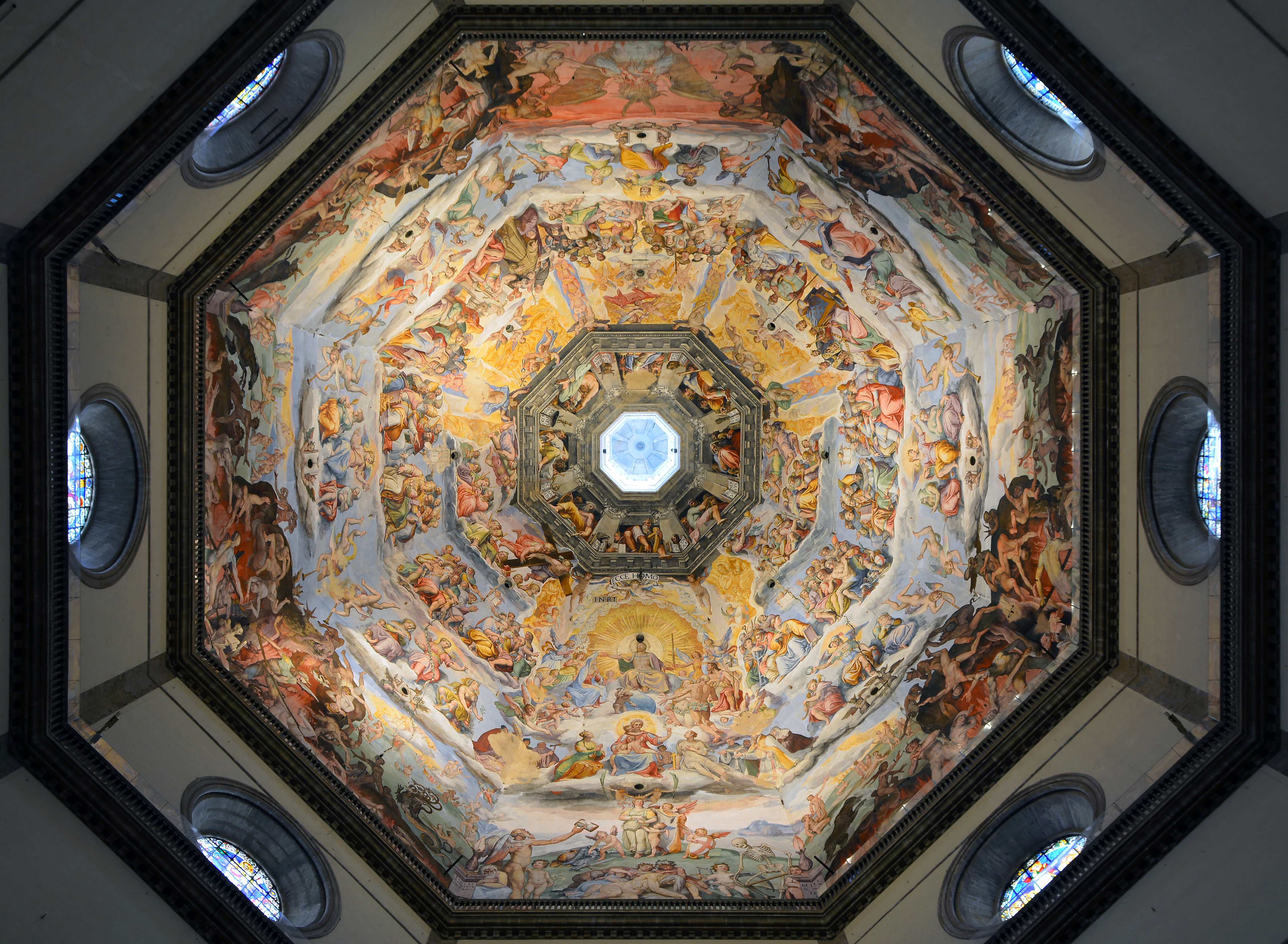
Interior del cimbori i la cúpula

Una cúpula hemiesfèrica, parabòlica o el·lipsoidal (com la de la catedral de Pisa) és una figura formada per tots els punts generats a partir d'un arc que gira al voltant d'un eix vertical, anomenada en aquest cas cúpula de revolució. L'arc físicament està formada per peces anomenades dovelles que es disposen en forma d'arc fins a la dovella superior o clau, que equilibra els esforços de manera anàloga a un arc o volta però en tres dimensions. Per permetre l'entrada de llum a l'interior de la cúpula pot obrir-se un òcul zenital. Si està acompanyat d'un llanternó se substitueix la clau per un anell superior de peces que resisteixin els esforços de compressió de les dovelles. Teòricament, sempre és possible construir una cúpula de revolució, atès qua està constituïda per infinits anells que es subjecten per si mateixos una vegada completats. La tècnica constructiva és bastant senzilla: els maons es disposen en anells circulars concèntrics superposats; el diàmetre dels anells disminueix a mesura que s'eleva cap a la cúspide. D'aquesta manera l'estructura és autoportant, és a dir, l'estabilitat és assegurada per la pròpia rigidesa, sense que calen de reforços.
Les dificultats derivades de la cúpula eren principalment dues:
En primer lloc, el projecte preveia una cúpula octagonal amb cares planes, una figura molt diferent a un sòlid de revolució. La cúpula de la catedral de Florència, més que una «cúpula» pròpiament dita, és una volta de claustre octagonal, descrita com la intersecció a 45° de dues voltes de creueria, molt similar a les de les naus de la mateixa catedral. Al tractar-se d'una estructura de base octagonal presenta una discontinuïtat en els vèrtexs d'aquest octàgon, lloc on es concentren les tensions.
En segon lloc, l'ús de cintres durant la construcció de la cúpula era impracticable. Un sistema d'entaulament recolzat de costat a costat del cimbori no hauria estat factible, a causa de la gran distància que havia de cobrir i als enormes pesos als que estaria sotmès. Les restriccions eren les següents:
- Dificultat en obtenir la quantitat necessària de bigues necessària. Tant en quantitat com en el temps necessari per fer l'aprovisionament. El procés de tallar un avet i convertir-lo en una biga podria superar els dos anys.[45]
- Els mètodes d'unió de les peces de fusta (passador, junt de jou, clau,..) no donaven prou garanties.[16]
- La fusta, sotmesa a fortes pressions durant temps, s'encongeix, fent que l'estructura de la cintra tingués una vida útil limitada i obligant a que les obres estiguessin enllestides abans de la caducitat de la cintra.

## L'estructura de la cúpula

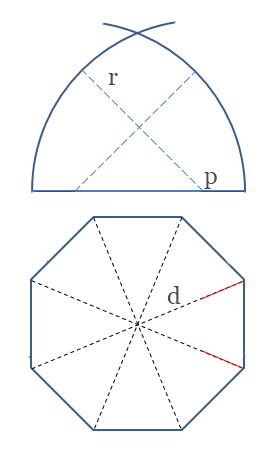
Estructura de la cúpula

La cúpula està formada per dos casquets, un inserit dintre de l'altre, separats per un espai pel qual puja una escala amb 463 esglaons. L'octàgon que defineix la forma del cimbori, la base de la cúpula, té quatre diagonals, que uneixen les vuit cantonades de la figura. La intersecció de cada parell de diagonals adjacents creava un únic centre, el qual definia un eix vertical. Els eixos verticals definits per cadascun dels quatre centres servien com a referències de les seves corresponents cares aparellades.
El document de 1420 especificava que la curvatura interna vertical en cada un dels vuit arcs cantoners de la cúpula i de les seves cares corresponents havia de tenir la proporció de "quinto acuto", o "cinquè punt". El radi de cada arc té una longitud de quatre cinquenes parts de les diagonals d que uneixen la base dels arcs, formant un arc apuntat rebaixat. Com que la diagonal feia aproximadament 45 metres, el radi r en feia 36. Aquest mètode requeria que el punt p, des d'on s'iniciava el radi, havia de ser estable i fàcilment accessible per part dels operaris que feien les mesures.
L'ús d'un arc apuntat presentava dos avantatges. El primer és que per a una mateixa amplada, un arc apuntat és més alt que un de mig punt; aquest fet era important si es volia assolir una altura major que la de les catedrals de Pisa i Siena. I en segon lloc les seves forces horitzontals són un 50% menors a la base que les produïdes per un arc de mig punt; el menor gruix de les parets del cimbori aconsellaven no sobrecarregar-les.
Es va considerar que per il·luminar l'interior de la basílica n'hi hauria prou amb els vuit òculs del cimbori, així com la del llanternó que es construiria al cim de la cúpula.
A cada una de les vuit cares exteriors s'habilitaren nou obertures amb el propòsit de disminuir la resistència de l'estructura al vent, així com la de proporcionar llum al passatge interior entre els dos casquets que conformen la cúpula.

## L'organització de les obres

### Aprovisionament de materials

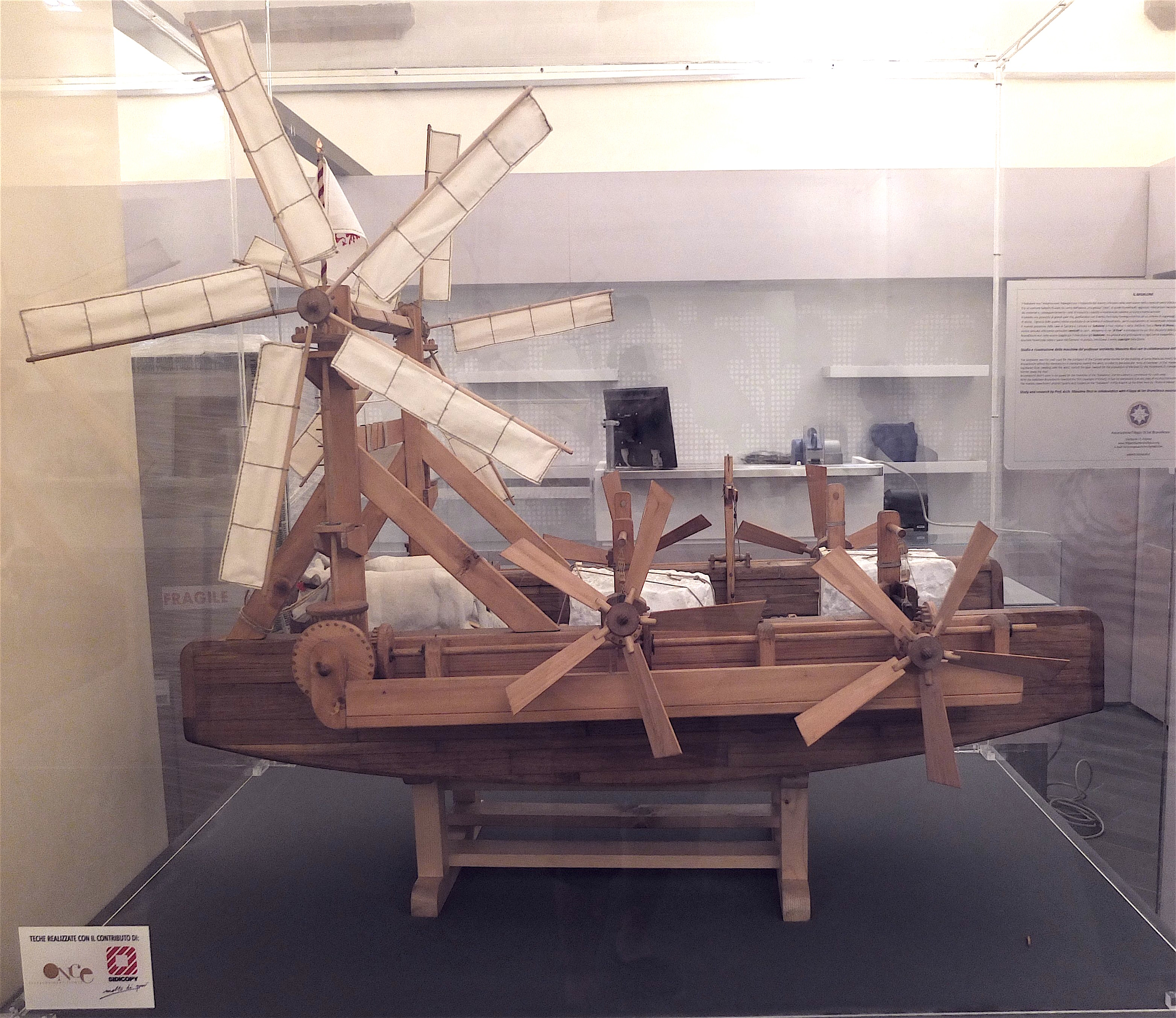
Maqueta d'Il Badalone

En el mesos previs a l'inici de les obres es van acumular cent troncs d'avet, de 6,4 metres de llargària, per construir les bastides i plataformes. També van arribar els primers carros plens de maons, que es descarregaven i s'amuntegaven ordenats en espera de ser hissats. L'obra requeria diversos tipus de maons: rectangulars, triangulars, amb cua d'oreneta, maons amb brides o maons amb la forma per encaixar als angles del octàgon. En total van ser necessaris uns quatre milions per completar la cúpula. També calien bigues fetes de pietra serena d'entre 771 i 2.000 quilograms de pes cadascuna.
EL subministre de les 560 tones de marbre blanc necessari per cobrir els vuit arcs principals de la cúpula va presentar diverses dificultats. Florència comprava habitualment marbre a Carrara, ja fos per la construcció o per monuments funeraris. La ruta habitual del marbre de Carrara era ser transportat via marítima, un cop extret de les canteres i tallat allà mateix segons les especificacions de Brubelleschi. Un cop finalitzat, el marbre era transportat en carros fins al poble de Carrara, on es pagaven els aranzels d'exportació i continuava el seu viatge fins a embarcar a l'antic port romà de Luni. Després d'un viatge de 25 milles per via marítima, enfilaven la desembocadura del riu Arno fins a arribar a la riba fluvial de Signa, poble situat a setze quilòmetres de Florència i des d'allà, es transportava en carros fins a la ciutat. La descàrrega del vaixell i la càrrega als carros i el seu transport fins a Florència encarien de forma notable l'aprovisionament.
Per reduir el cost, Brunelleschi va idear un vaixell amfibi que eliminava la transferència de la càrrega; el disseny estava protegit per la primera patent registrada, per un període de quatre anys. El seu invent va ser conegut com Il Badalone (el monstre). En el seu viatge inaugural va acabar ensorrant-se, perdent unes 100 tones de marbre blanc.

### Homes
En l'obra hi participaren uns tres-cents treballadors. A mitja obra, alguns es declararen en vaga amb l'objectiu de que s'augmentés el seu sou. Brunelleschi els acomiadà i contractà nous operaris procedents de la Lombardia. Veient-se sense feina, els vaguistes sol·licitaren ser readmesos, fet que succeí però amb un sou menor i després de diverses setmanes d'espera.

### Màquines
La hissada de grans quantitats de material no era possible a través de les escales de cargol, emprades pels paletes per accedir a la base de la cúpula. Per tant, Brunelleschi va haver de dissenyar i construir noves màquines i eines, que inspirarien posteriorment a altres enginyers de el Renaixement com Leonardo da Vinci. La principal màquina d'elevació va ser el cabrestant reversible a terra, situat a nivell de terra i propulsat per un bou. Permetia pujar i baixar grans càrregues sense necessitat d'invertir el sentit de la rotació, amb la qual cosa es estalviava temps. A més, era capaç d'aixecar una àmplia gamma de pesos, des dels més lleugers als més pesats, amb la mateixa potència de tracció, amb la qual cosa no eren necessaris més animals o diverses operacions d'hissat. El cabrestant reversible era una màquina enorme: només la corda feta per corders de Pisa pesava 453 quilograms i tenia una longitud de 182,8 metres.. Va funcionar durant deu anys sense modificacions o reparacions substancials.
A més del cabrestant reversible, en la construcció es van emprar grues i maquinàries que pujaven amb precisió càrregues pesades, ubicades a la bastida interna o en els murs de la cúpula. Una gran grua de 20 metres d'alçària es va utilitzar per al tancament de la clau i per elevar els materials de la llanterna. Una altra d'elles es va muntar a l'òcul per a la construcció de la clau. Molts altres mecanismes i dispositius utilitzats, com ara cabrestants lleugers o muntacàrregues giratoris cablejats, s'atribueixen també a Brunelleschi.
- Dibuix del gran cabrestant reversible a terra. Leonardo da Vinci, Cabrestant a tres velocitats de Brunelleschi, 1480 circa, Biblioteca Ambrosiana, Còdex Atlantico, c. 1083 verso
- Mariano di Jacopo, anomenat il Taccola, Vista general del la grua de Brunelleschi, primera meitat del segle xv, Biblioteca Nacional Central de Florència, Ms. Palatino 776, c. 10r
- Grua mòbil amb dispositiu per a la col·locació de càrregues. Bonaccorso Ghiberti, Vista de la grua de Brunelleschi. 1366-1368, Biblioteca Nacional Central de Florència, B.R. 228, c. 106r.
- Maqueta de la grua giratòria de Brunelleschi segons un dibuix de Leonardo da Vinci. Museo dell'Opera del Duomo (Florència)
- Maqueta del cabrestant reversible. Imatge presa per Paolo Monti. Servizio fotografico (Firenze, 1975).

## El procés constructiu

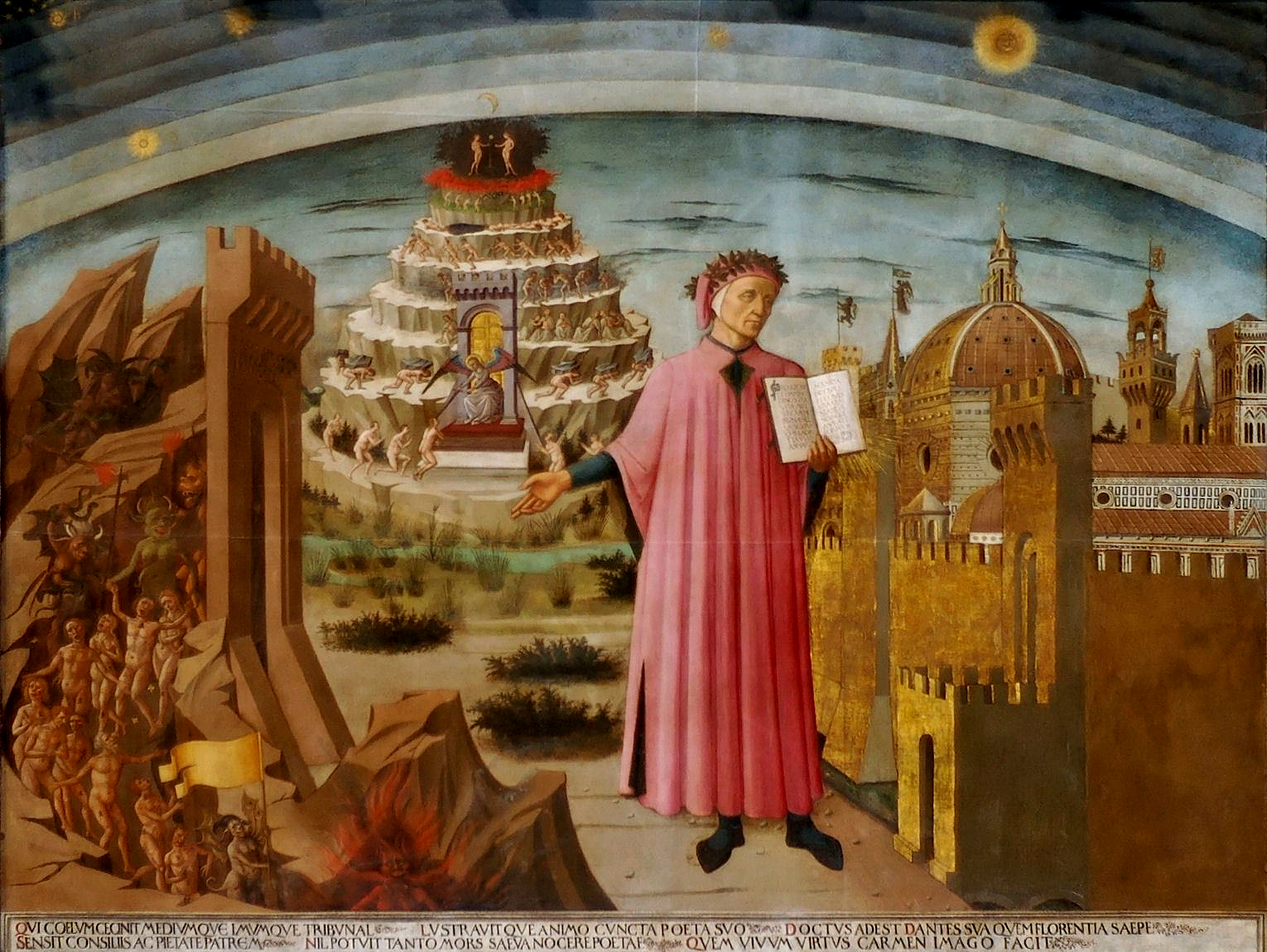
Representació de la cúpula de Santa María del Fiore en l'obra Dante i el seu poema, de Domenico di Michelino, 1465. El cimbori encara no té el revestiment.

El matí del 7 d'agost de 1420 les obres es van iniciar amb un àpat de meló i vi, pagat per l'Opera del Duomo, a la part superior del cimbori, en el que hi participaren els paletes, manobres i talladors de pedra del projecte.
La construcció seguiria les especificacions escrites en el document de 1420, si bé Brunelleschi va anar completant-lo amb altres documents que recollien les modificacions introduïdes. Es van constituir vuit equips de treball, un per cada cara de la cúpula amb l'objectiu que les cares de la cúpula es construïssin de forma sincronitzada.

### La plataforma de treball
La cúpula va començar amb la construcció d'un anell de pedra. Aquest consistia en dos anells concèntrics, fets amb bigues de pedra de 2,28 metres de longitud unides cada 91 centímetres per travessers. En cada angle de l'octàgon, les bigues encaixaven en un angle de 45 graus gràcies a unes pinces de ferro banyades en plom per evitar el rovellament, que les hagués dilatat i provocat esquerdes. La separació dels dos casquets de la cúpula comença a partir d'aquest anell. En cada un dels vuit costats de l'anell es van construir sis forats quadrats de 0.585 metres de costat i 2,3 metres de profunditat per inserir les gruixudes bigues de castanyer que sostenien una gran plataforma de treball al cantó interior de la cúpula.
La plataforma de treball tenia una amplada d'uns 10 metres, estava sòlidament construïda i complia amb dues funcions: era la superfície sobre la qual s'instal·laren les màquines muntacàrregues i es dipositaven temporalment els blocs de pedra, els maons, morter, i constituïa la plataforma de treball dels operaris. I també era el pla fix de referència on es prenien les mesures per construir la cúpula. Els vuit centres sobre els que s'iniciaven els radis dels arcs de la cúpula estaven sobre la plataforma.

### Les galgues de control de la curvatura
A mesura que la cúpula s'elevava, era essencial disposar d'un sistema pràctic per definir i controlar la curvatura interna vertical de cada arc. Cadascun d'ells havia de tenir la mateixa curvatura per assegurar-se que convergirien al cim. Amb aquest propòsit Brunelleschi va crear vuit galgues de quatre metres d'alçada perquè fessin de cintra parcial. Feien de cintra perquè quan cada galga (centina) estava subjectada en posició, el seu caire definia la curvatura interior de l'arc. I era parcial perquè només cobria una petita part de la curvatura. Les galgues eren alliberades, i elevades verticalment i tornades a subjectar, de forma que la construcció podia continuar. Calia tenir cura que sempre estiguessin alineades amb el pla radial vertical de la diagonal corresponent.
Per assegurar-se que les galgues tinguessin la curvatura correcta, Brunelleschi va construir un perfil perimetral d'un arc complet, tombat i a escala real en un descampat. Això li va permetre validar que la curvatura servia per a tot el recorregut de l'arc.
A principis de 1426 es va arribar al moment crític en que s'havia de decidir l'ús de cintra. Brunelleschi va reafirmar-se en el seu mètode constructiu, i les obres continuaren sense una bastida central.

### Les costelles de la cúpula

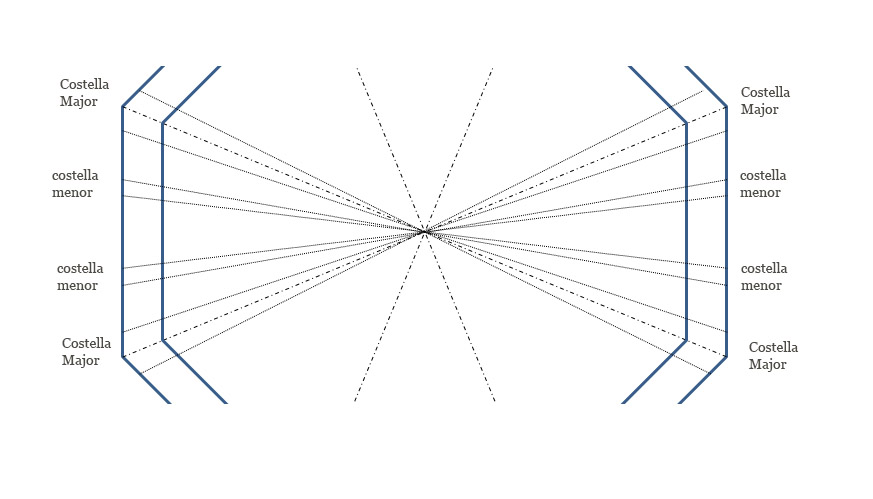
Control de la ubicació de les costelles

Els dos casquets que formen la cúpula es mantenen units i rígids mitjançant 24 costelles: 8 de majors -una per cada cantó de la base octagonal- i 16 de menors -dues aixecant-se des de l'interior de cada segment del octàgon-. Les 24 costelles convergeixen cap el centre de la cúpula a mesura que aquesta s'eleva.
Els casquets i les costelles formen una única estructura, utilitzant els mateixos principis i processos constructius. No són una estructura de suport diferent dels casquets. Les costelles principals sobresurten de les cares exteriors de la cúpula, i estan recobertes de marbre blanc. Es va especificar que cada costat de la cúpula tindria dues costelles menors i la meitat d'una costella major a cada extrem. Per cada costat es van utilitzar sis ganxos per marcar el punt on havia de començar a construir-se cada costella.
Per determinar el radi de cada costella es va fer servir el mateix mètode que per localitzar els quatre eixos verticals de la cúpula, fent servir la simetria compartida per cada parell de costats oposats de l'octàgon.
A mesura que la cúpula progressava, cada columna cada costella s'elevava i es corbava cap a l'interior. Es suspenia periòdicament una plomada des del punt més elevat de cada costella per assegurar que aquesta continuava alineada amb la diagonal.

### La inclinació de la cúpula

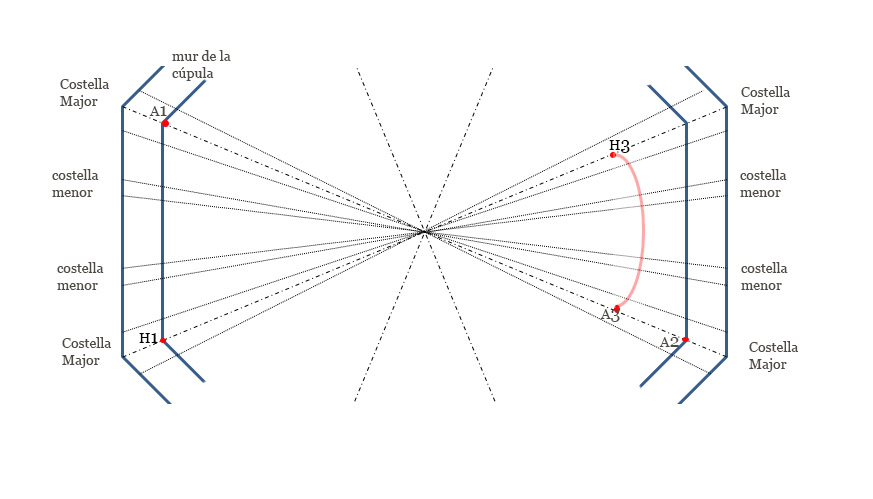
Control de la inclinació de la cúpula

Control de la inclinació del llit de maons

Brunelleschi havia d'assegurar-se que a mesura que les cares de la cúpula s'elevaven, totes seguien la curvatura del "quinto acuto" cap al seu eix central. Cadascun dels cantons de l'octàgon dista 36 metres del centre de l'arc, com ho fan els punts A3 i H3 dels punts A1 i H1. Entre dos centres adjacents (A3 i H3, p.e.) es pot traçar una corba al terra, definida per tots els punts que estan a 36 metres del seu punt oposat, localitzat al mur oposat de la cúpula. La corba sembla l'arc d'un cercle, però es un concoide.
Tots els punts de l'arc passen pel centre definit per les diagonals, i determinen la curvatura de la cara oposada de la cúpula i la inclinació del llit de maons del mur de la cara oposada de la cúpula. Segurament Brunelleschi deixava dos cordes fixes, les que marquen els extrems, i amb una corda de 36 metres que anava canviant de posició: es fixava al centre de l'arc, la feia passar per l'eix vertical i marcava a la cúpula la disposició dels maons corresponents. Fet això, la corda es fixava a un nou centre definit en el concoide i es tornava a començar.
El model radial emprat per Brunelleschi requereix que cada maó estigui posicionat d'acord amb el criteri descrit. Per assolir aquesta precisió en la col·locació dels maons, a intervals regulars aquest es disposaven en un patró en forma d'espiga de blat que s'anaven elevant diagonalment; en l'espai entre els maons disposats en espiga de blat es col·locaven maons de forma horitzontal, però amb la inclinació marcada per la corda mòbil.
A mesura que les cares de la cúpula s'aixecaven, aquesta s'anava corbant cap el seu eix vertical. Per cada capa de maons que es col·locava, el punt de major elevació es donava als extrems, i aquest era cada cop més alt respecte al tram central. Aquest fet era crític per a l'estabilitat de la cúpula durant les obres de construcció, doncs assegurava que els maons sempre romanien en compressió.

### Conflictes humans
Filippo Brunelleschi i Lorenzo Ghiberti compartien la responsabilitat de dirigir les obres de la cúpula, encara que el model seleccionat fos el de Brunelleschi. Però mentre que aquest tenia un coneixement profund del que feia, l'ofici d'escultor de Ghiberti no li donava recursos per poder executar aquesta feina. La relació personal entre els dos capomaestro es va anar tensant encara més, fins al punt que Brunelleschi va portar a terme diversos plans per que el desconeixement de Ghiberti fos públic i ben palès. A partir del 27 d'agost de 1423 l'Opera del Duomo assiganava davant notari a Brunelleschi un salari anual de 100 florins, i Ghiberto queda arraconat a un molt discret segon pla.

### Els enganys de Brunelleschi
Brunelleschi es va voler assegurar que ningú, observant ll'obra, en pogués deduir com era construïda. Amb aquest fi, va idear una sèrie d'enganys per confondre l'observador, com línies de maons disposats en forma d'espiga de blat que apareixen de cop i finalitzaven de forma sobtada, o bé la seva absència en llocs on seria raonable que hi fossin, llits de maons corbats cap amunt i no cap avall, ús de capes molt fines de morter, disposicions il·lògiques dels maons i altres entremaliadures. La precisió amb la que Brunelleschi portava l'obra suggereix que totes aquestes malifetes van ser realitzades sota el seu comandament, amb la voluntat de confondre un eventual imitador.

### La consagració de la catedral
El 25 de març del 1436, el dia de la Festa de l'Anunciació i primer dia de l'any del calendari florentí, es va consagrar la catedral en una celebració de 5 hores. Entre els apartaments papals del monestir de Santa Maria Novella i la porta de la catedral es va construir una passarel·la de fusta coberta per un cobricel púrpura adornat per banderes i garlandes. A l'hora acordada el Papa Eugeni IV  aparegué vestit de blanc i inicià la lenta processó al llarg de la catifa estesa sobre la passarel·la, seguit per set cardenals, trenta-set bisbes i arquebisbes i per les autoritats de la ciutat, encapçalades pel Gonfanoner i el Prior, així com els ambaixadors del Sacre Imperi Romanogermànic, del Rei de França, del d'Aragó i del Duc de Milà, i els comuns de Gènova i Venècia.
Un cor va cantar Nuper rosarum flores (Roses acabades de florir), motet compost especialmente per l’ocasió per Guillaume Dufay, el compositor més famós del segle xv a Europa. De fet la cúpula encara no era acabada del tot. No fou completada fins a cinc mesos més tard, a l'agost d'aquell mateix any. Sembla que el motiu d'avançar la consagració era que el 25 de març era el dia de Cap d'Any segons el calendari florentí, i no l'1 de gener.

## El llanternó

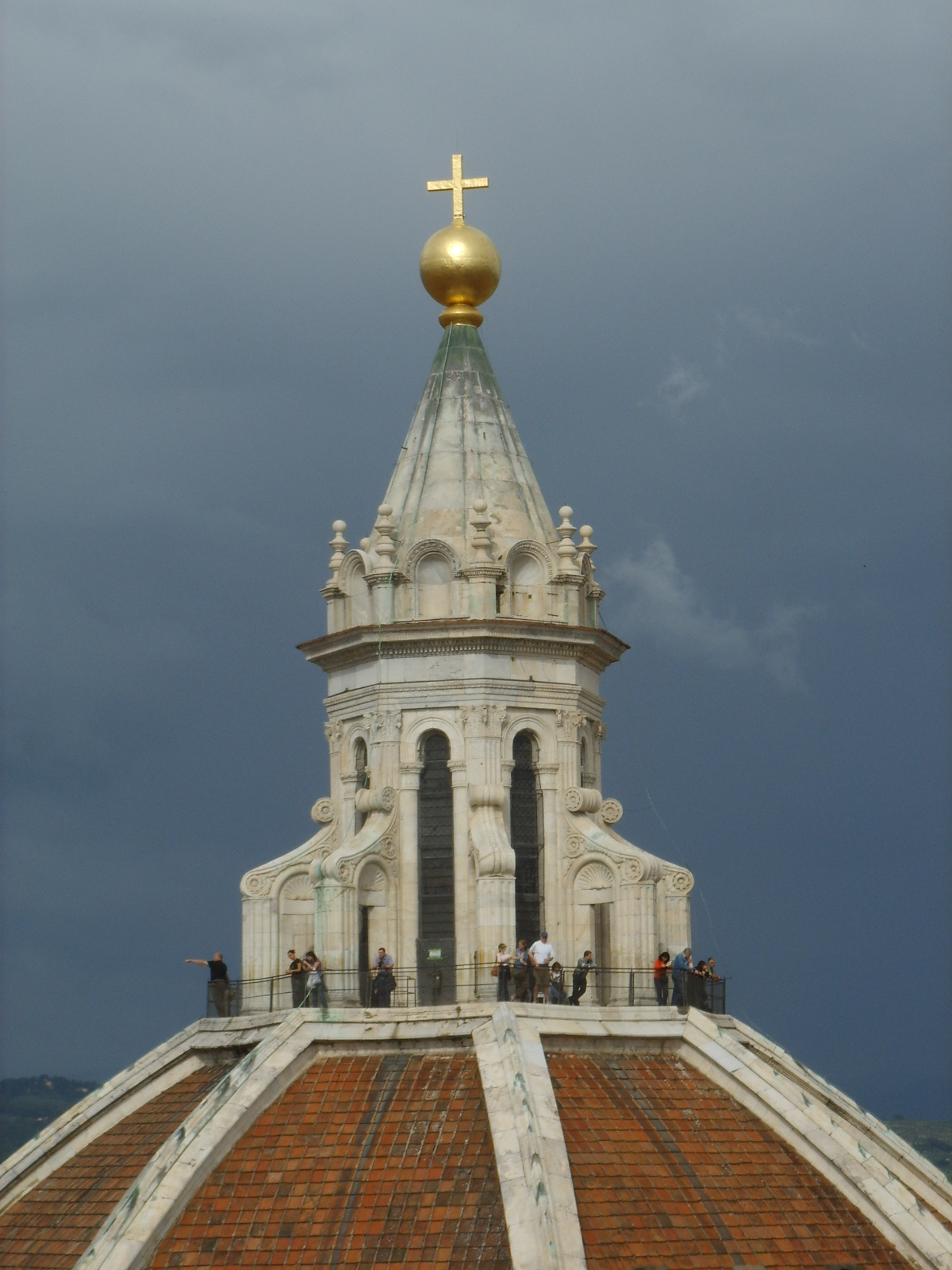
El llanternó vist des del campanar de Giotto

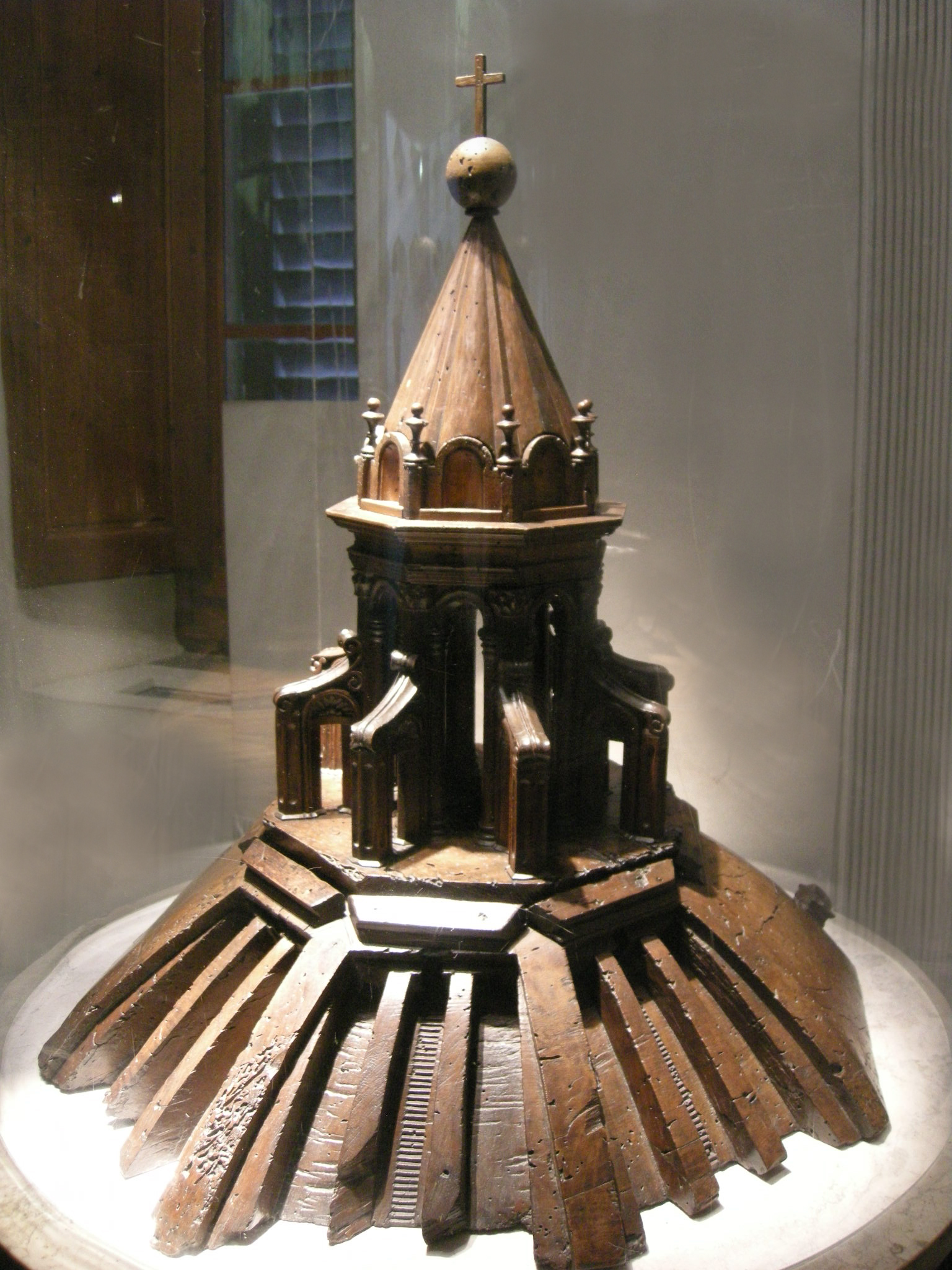
Maqueta al museu de l'Opera del Duomo

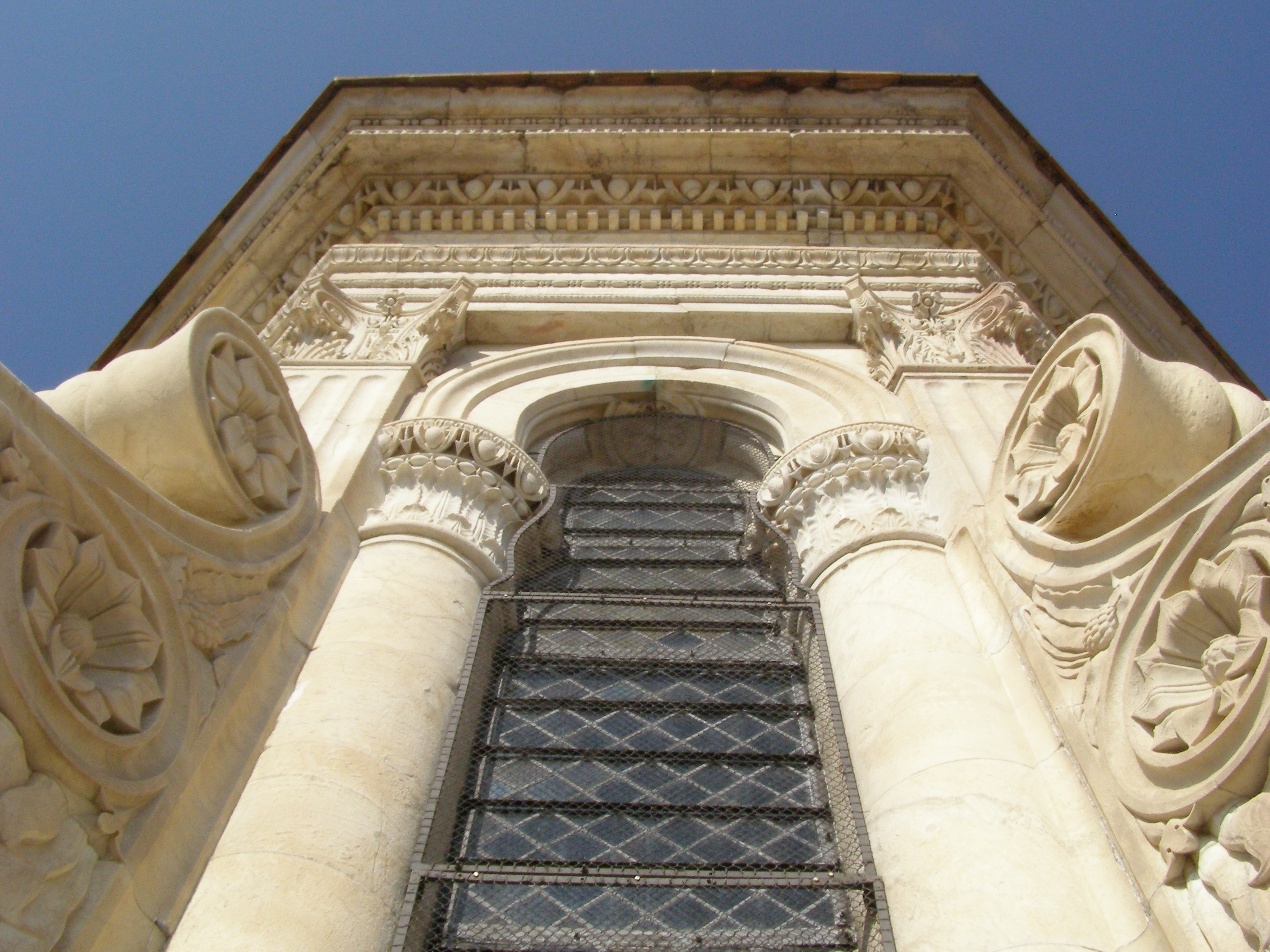
Detall dels pilastres i finestral

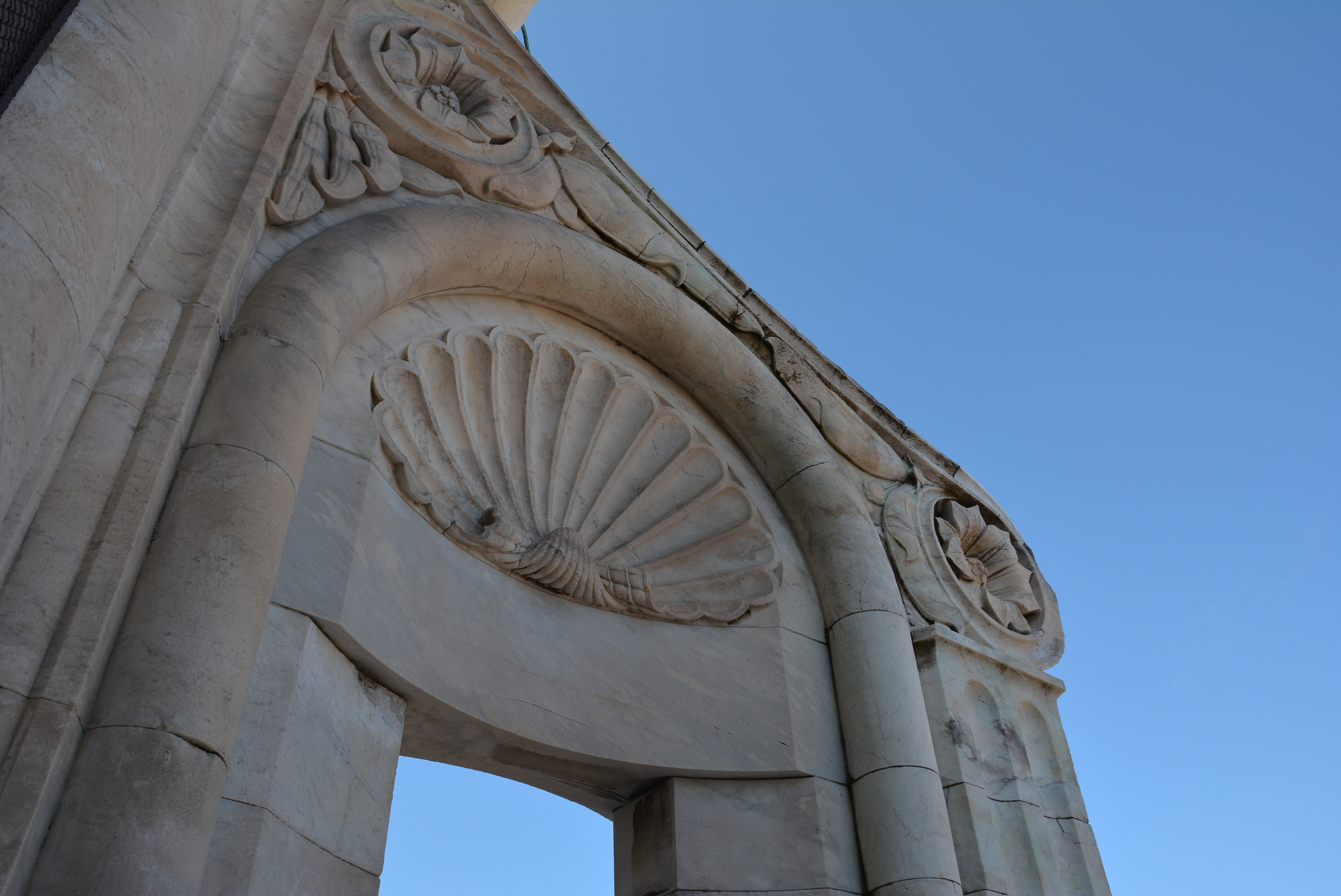
Detall del contrafort

El llanternó és una obra per si mateixa, tant per les seves dimensions com per la influència que va exercir sobre obres similars. Les obres van durar de 1436 fins a 1472, i diferents artistes van participar en el disseny.

### El concurs del llanternó
Tant en el disseny de Neri de Fioravante com en el del propi Filippo Brunelleschi de 1418 estava previst un llanternó coronant la cúpula, però amb les dues maquetes destruïdes, no existia cap model definitiu. El 1436 l'Opera del Duomo va anunciar un concurs per seleccionar l'arquitecte que assumiria el disseny de l'obra. Brunelleschi va començar a treballar en una proposta, i també ho feren artistes reconeguts com Lorenzo Ghiberti, Bruno di Ser Lapo Mazzei, Domenico Stagniaio i alguns aspirants més, entre ells una dona. El jurat es va reunir el 27 de juny de 1436; després de consultar a diversos ciutadans prominents, entre ells Cosimo de Mèdici, van demanar a Brunelleschi que presentés models en planta circular i octagonal. Finalment, el 31 de desembre de 1436 van seleccionar el projecte octagonal de Brunelleschi com a guanyador.

### Un col·laborador deslleial
Brunelleschi va començar a construir el model del llanternó amb l'ajut d'Antonio de Ciaccheri Manetti, un fuster de 31 anys amb el que ja havia treballat anteriorment. Brunelleschi li remetia els esbossos del disseny al taller que Ciaccheri tenia prop de la catedral perquè aquest els executés. Aviat el fuster va començar a construir un model propi que incorporava moltes de les característiques del model de Brunelleschi. Ciaccheri també va presentar el seu model al concurs. Decebut per no haver estat escollit, va sol·licitar al jurat poder presentar un altre model, que encara era més semblant al de Brunelleschi. Tornat a ser rebutjat, Brunelleschi va sentenciar "Deixeu-li fer un altre i farà el meu".

### Disseny
El llanternó està construït de marbre de Carrara; és un prisma de forma octagonal de sis metres de diàmetre i setze d'alçària que descansa sobre una plataforma de marbre que tanca la cúpula per la part superior. Vuit contraforts (buits a l'interior, per reduir-ne el pes) acabats en forma de voluta s'alcen a continuació dels vuit nervis de la cúpula, per recolzar les pilastres de 9 metres d'alçada i coronades amb capitells corintis. L'espai entre cada pilastra és ocupat per un finestral rematat per un arc de mig punt que proporciona llum natural a l'interior de la cúpula. El conjunt és cobert per una cúpula cònica acanalada de 7 metres, sobre la qual es va instal·lar una esfera de remat de coure, dissenyada per Andrea Verrocchio i coronada amb una creu. L'esfera està feta mitjançant làmines de coure soldades, modelades i daurades. La figura estilitzada del llanternó i l'encertat de les proporcions han fet que molts, incloent el de la cúpula de la basílica de Sant Pere a Roma, estiguin basats en el seu estil.
Formalment, el llanternó representa l'eix visual de la catedral i serveix com a remat de les línies ascendents de les vuit grans costelles verticals. Es creu que Brunelleschi va poder haver-se inspirat per al seu disseny en l'orfebreria religiosa, com els encensers o les custòdies, augmentats a escala monumental. El llanternó que finalment es va construir va poder haver sofert modificacions pel que fa al projecte original, amb una ornamentació més elegant i refinada d'acord amb el gust de la meitat del segle xv, dominat per la figura de Battista Alberti.
El llanternó no només serveix com a acabat decoratiu de la cúpula, sinó que és una part integral de l'estructura complexa i orgànica, atès que estabilitza l'anell de compressió de la cúpula. Les vuit costelles verticals convergeixen cap a la base i continuen en els contraforts, de manera que el pes del llanternó s'hi descàrrega damunt i es transmet per les costelles. D'altra banda, els esforços que actuen sobre l'estructura són tan grossos que les pròpies costelles tendeixen a doblegar-se cap a l'interior per l'efecte de les càrregues i del propi pes. L'enorme pes del llanternó contraresta la força cap a l'interior de la base de la cúpula.

### La construcció del llanternó
Per a la construcció del llanternó es requerien unes 750 tones de pedra, que havien de ser pujades fins a la part superior de la cúpula. El fet que la catedral ja estigués en ús impedia l'ús d'un muntacàrregues situat al nivell del sòl, sinó que calia operar-lo des del cim de la cúpula, havent de ser capaç d'elevar blocs de marbre de fins a dues tones de pes. Dies després de la consagració de la cúpula, l'Opera del Duomo va anunciar un concurs per construir un giny capaç de pujar càrregues fins a la cúpula, concurs que guanyà Brunelleschi. La construcció de la màquina s'inicià l'estiu de 1442 i finalitzat l'any següent. Incorporava diverses corrioles, contrapesos i un sistema de fre amb un cadell que permetia pujar la càrrega en una llarga sèrie de seqüències curtes, fent possible que un grup reduït d'operaris ubicats a dalt de la cúpula poguessin elevar grans càrregues.
Els blocs de marbre necessaris per a la construcció van començar a arribar l'estiu de 1443. Un cop s'anaven elevant els blocs al cim de la cúpula, Brunelleschi va haver de dissenyar un grua giratòria per col·locar-los a lloc, que va començar a construir-se al cim de la cúpula el 1445. La primera pedra del llanternó fou consagrada per l'arquebisbe de Florència el mes de març de 1446.

### Mort de Filippo Brunelleschi
Filippo Brunelleschi morí el 15 d'abril de 1446 als seixanta nou anys, havent treballat en les obres de Santa Maria del Fiore més d'un quart de segle. El 15 de maig el seu cos va ser enterrat a la catedral, en una tomba modesta de la que amb el temps es va perdre la ubicació i que va ser redescoberta el 1972. La responsabilitat de capomaestro de les obres fou assignada l'11 d'agost de 1446 a Michelozzo, que exercí el càrrec fins a la seva mort a final de 1451. Posteriorment el càrrec fou adjudicat a Antonio de Ciaccheri Manetti (el fuster deslleial) el 1452, a Bernardo Rossellino el 1462 i finalment Tommaso Secchielli el 1464. Les variacions que aquests homes van poder introduir al llanternó van ser marginals, limitades als detalls decoratius,

### Finalització del llanternó
El 23 d'abril de 1461 finalitzaren les obres del llanternó. El 27 de maig de 1471 s'hi va instal·lar l'esfera de coure i la creu, fent servir la bastida de fusta i les grues de Brunelleschi, que encara no s'havien desmuntat. L'operació fou realitzada pels ajudants del taller de Verrocchio, entre els que s'hi trobava el jove aprenent Leonardo da Vinci. Amb dinou anys, aquest va quedar impressionat per les màquines de Brunelleschi. Va fer una sèrie d'esbossos pels quals posteriorment se li va atribuir —erròniament— l'autoria de la invenció.

### Observatori astronòmic
El 1475 el matemàtic Paolo dal Pozzo Toscanelli, amic de Brunelleschi, va instal·lar a la base del llanternó una placa de bronze amb un orifici central anomenat gnòmon, per on penetra un raig de llum solar ben definit. El forat gnòmic de la catedral és de bronze i té un gran diàmetre aproximadament 1/1000 de l'alçada respecte al terra, cosa que permet una projecció clara al terra del disc solar. El gnòmon és a noranta metres d'alçada, a la finestra sud del llanternó i els raigs solars la penetren des de finals de maig fins a principis de juliol, tocant el terra de la capella de la Creu, a l'esquerra de l'altar major, on hi ha una línia de meridià graduada i dues marques, convertint la basílica en un gran rellotge de sol. Actualment (2020) encara es pot observar públicament aquest esdeveniment, normalment en el mes de juny.
Les grans dimensions de l'espai permetien identificar amb precisió la data astronòmica del solstici d'estiu i després determinar amb exactitud la durada de l'any solar, fent els calendaris més precisos. Els càlculs també van permetre corregir els errors que havien a les taules alfonsines, unes taules astronòmiques que els navegants utilitzaven per orientar-se a l'oceà i que es demostraren imprescindibles en les expedicions a l'Atlàntic.

### Descàrregues de llamps
Els 1.981 quilograms de l'esfera de coure atrauen els llamps, provocant que el llanternó hagi patit diverses descàrregues de llamps al llarg de la història. La nit del 5 d'abril de 1492 li va caure un llamp, destruint-ne gairebé la meitat. Llorenç el Magnífic, senyor de Florència, va morir tres dies més tard, i la caiguda del llamp fou interpretada com un presagi de la seva mort. Durant la nit del 26 al 27 de gener de 1601, un altre llamp va provocar la caiguda de l'esfera i també la cúpula va quedar afectada en diversos punts. Un disc de marbre situat al costat est de la plaça del Duomo, just darrere de l'absis de la catedral, marca el punt exacte en el qual la bola es va estavellar contra el sòl. La bola fou reposada el 1602. La recurrència del fenomen probablement va despertar pors sobrenaturals en la gent, que podia haver-lo llegit com a signe diví o presagi fatal; el gran duc Ferran II de Mèdici va decidir col·locar algunes Agnus Dei i relíquies dins de la nova esfera, com un "escut celestial" per protegir la catedral. De forma més pràctica l'any 1859 es va instal·lar un parallamps per protegir el llanternó i l'esfera.

## El revestiment del cimbori i la balaustrada

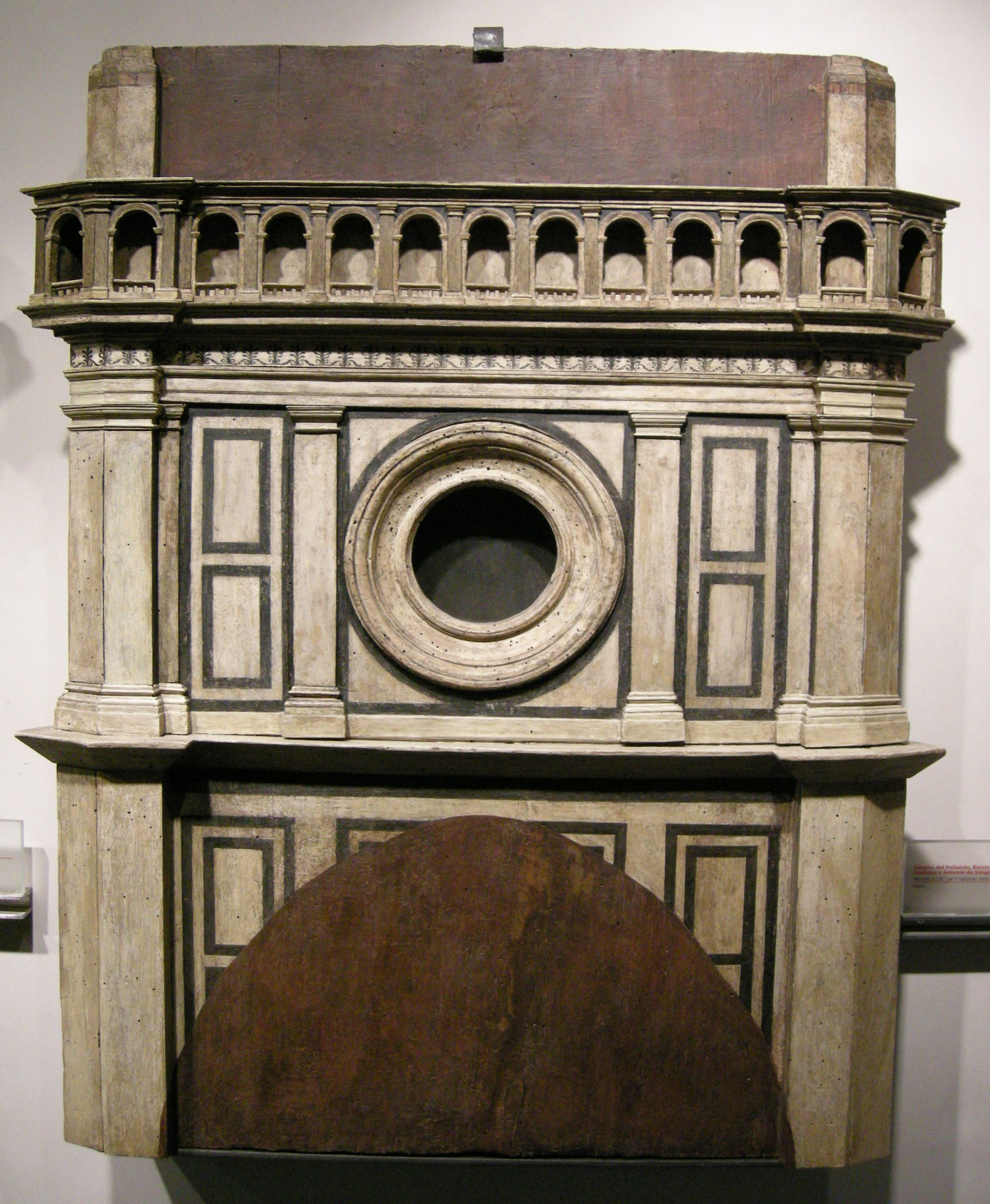
Model de Simone del Pollaio, Baccio d'Agnolo i Giuliano da Sangallo

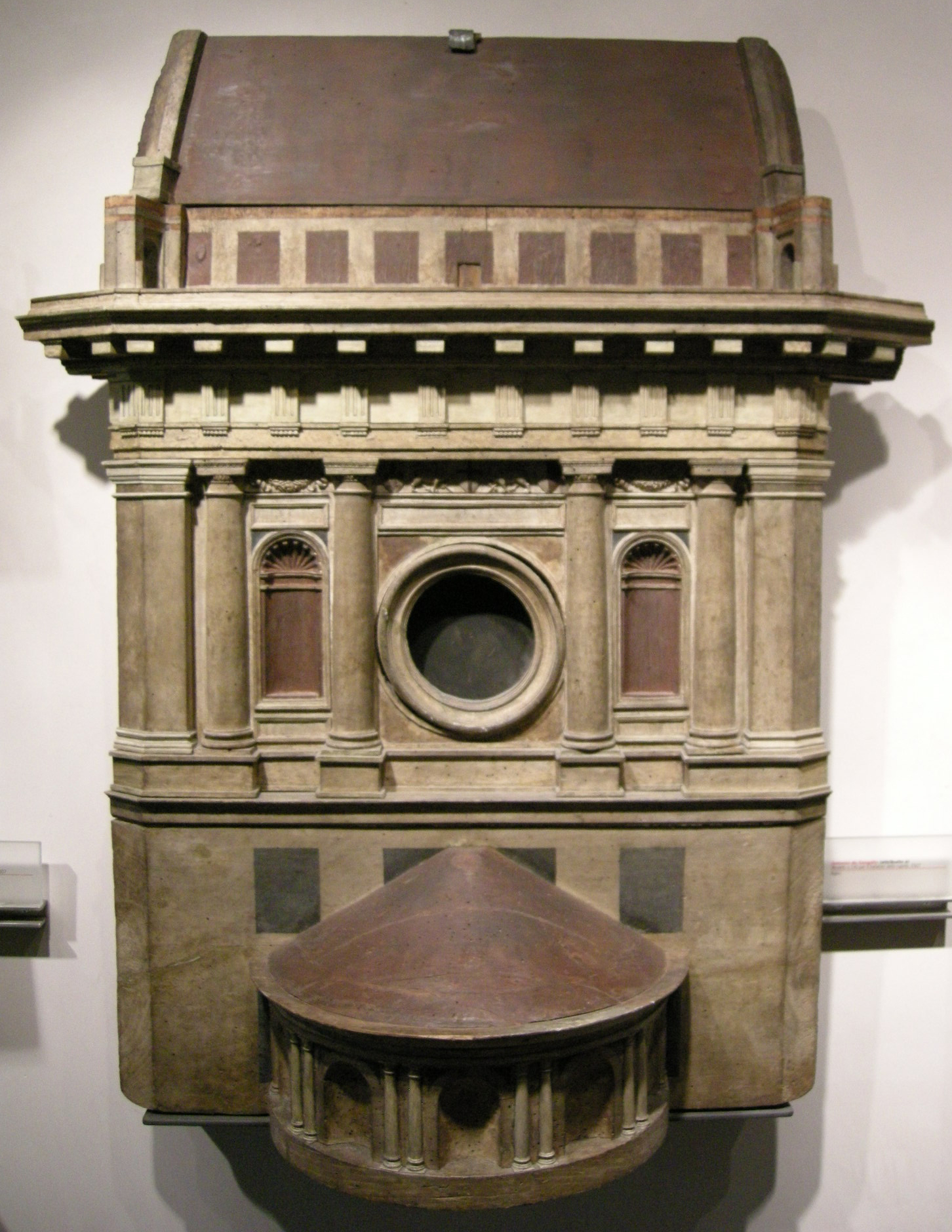
Model atribuït a Giuliano i Antonio da Sangallo il Vecchio

Un cop acabada la construcció de la cúpula, quedava per decorar la part superior exterior del cimbori octagonal. El tema, des del punt de vista dimensional, ja havia estat tractat per Brunelleschi en el model de fusta que se li atribueix (conservat al Museo de l'Opera del Duomo). Després va seguir el model creat per Antonio Maria Ciaccheri entre 1452 i 1460, que probablement incorpora algunes indicacions del mateix Brunelleschi; l'atribuït a Giuliano da Maiano també es remunta al segle XV.

### El concurs
Tanmateix la qüestió va romandre sense resoldre fins a principis del segle xvi, quan es va celebrar un concurs per a la finalització del cimbori. Diversos arquitectes van participar-hi, cadascun amb els seus propis models de fusta: Andrea Sansovino (que incloïa un coronament amb un balcó adornat per columnes jòniques), Giuliano Giamberti da Sangallo i el seu germà, Antonio Giamberti da Sangallo (en què la balustrada és absent), Simone del Pollaiolo, conegut com el Cronaca juntament amb Giuliano da Sangallo i Baccio d'Agnolo, així com Miquel Àngel Buonarroti.
En particular, l'estiu de 1507 Miquel Àngel va rebre l'encàrrec dels confrares de l'Opera de Santa Maria del Fiore de presentar, a finals d'agost, un dibuix o una maqueta per al concurs del cimbori. Miquel Àngel va enviar uns dibuixos a un fuster de Florència per a la construcció del model, que són conservats amb el número 143 de la sèrie conservada al Museu de l'Opera del Duomo. El model mantenia una certa continuïtat amb el ja construït, mitjançant la inserció d'una sèrie de peces rectangulars en marbre verd de Prato alineades amb els capitells de les pilastres de les cantonades; es preveia un alt entaulament, tancat per una cornisa amb formes similars a la de Palau Strozzi. Tanmateix, aquest model no va ser acceptat pel tribunal del concurs.

### Construcció i aturada de la balustrada
El 1512 es va decidir iniciar els treballs per a la finalització del cimbori segons el projecte preparat per Baccio d'Agnolo juntament amb Cronaca i Giuliano Giamberti da Sangallo. El mateix Baccio d'Agnolo, aleshores mestre d'obres de l'Opera de Santa Maria del Fiore, va rebre l'encàrrec de supervisar la construcció; el projecte consistia en la inserció d'una massiva galeria sostinguda per columnes de marbre blanc a la part superior del cimbori, amb nou arcs a cada costat (posteriorment incrementats a onze durant la construcció). Tot i això, les obres es van interrompre el 1515, amb la balustrada acabada només al lateral de la cúpula que donava a la via del Proconsolo, ja fos pel poc suport obtingut com per l'oposició de Miquel Àngel.
Baccio d'Agnolo va decidir aturar la construcció i demanar una opinió als florentins. L'opinió de Miquel Àngel va ser "Sembla una gàbia per a grills!". Baccio d'Agnolo, un artista molt sensible, es va sentir ofès i va deixar el cimbori inacabat, tal com el veiem avui(2020).

### Proposta no reeixida
Cap a 1516 Miquel Àngel va executar alguns dibuixos per a la finalització del cimbori i probablement va fer construir un nou model de fusta.. Una vegada més proposa l'abolició de la balustrada, a favor d'un major protagonisme dels elements portants; en particular, un dibuix mostra la inserció d'altes columnes acoblades lliures a les cantonades de l'octàgon, superades per una sèrie de cornises fortament projectades (un esquema que posteriorment es desenvoluparà també per a la cúpula de la basílica de Sant Pere del Vaticà). Les idees de Miquel Àngel restaven sobre el paper i el tambor quedava incomplet en set de les vuit cares.

## La pintura al fresc de l'interior

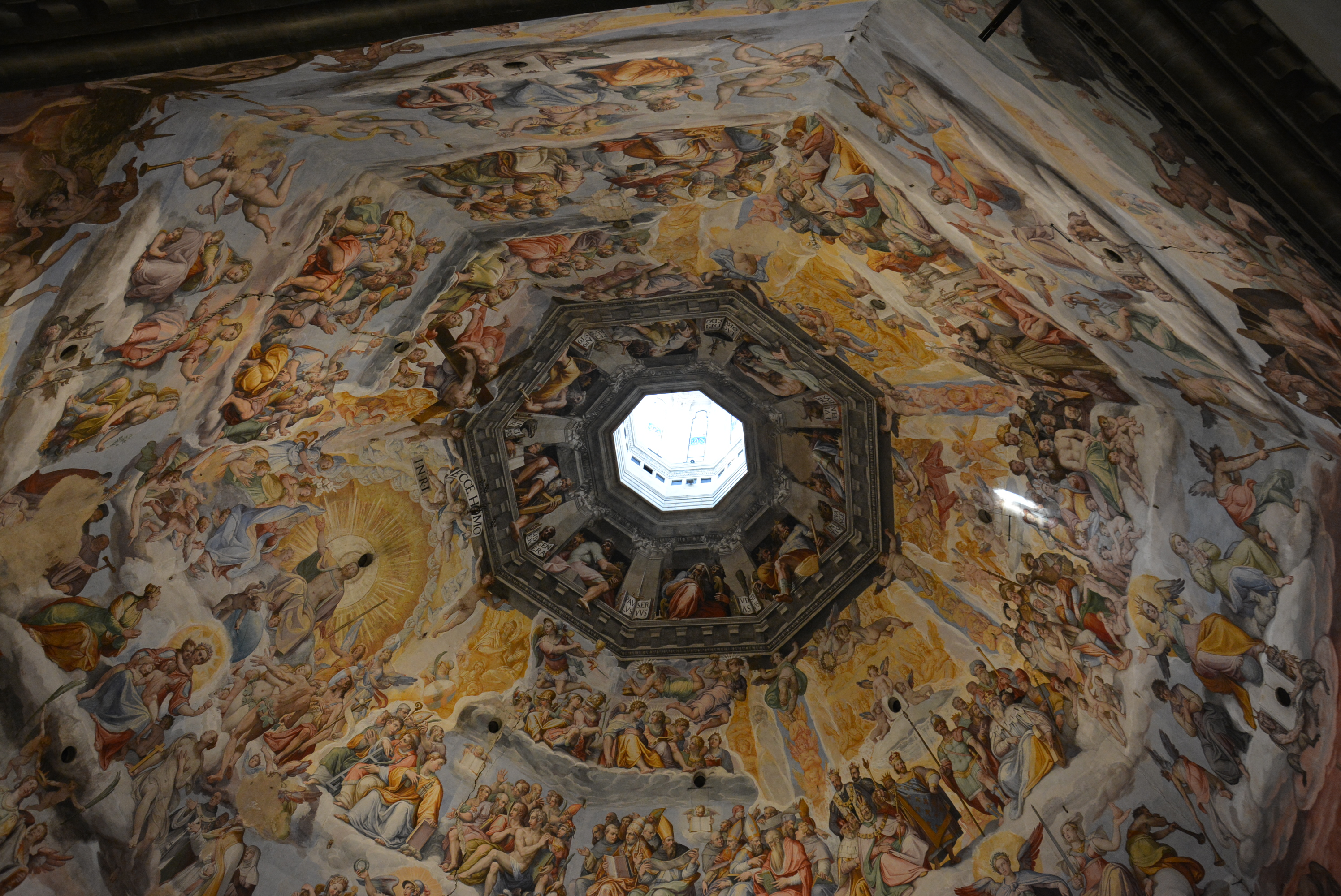
Visió general dels frescos

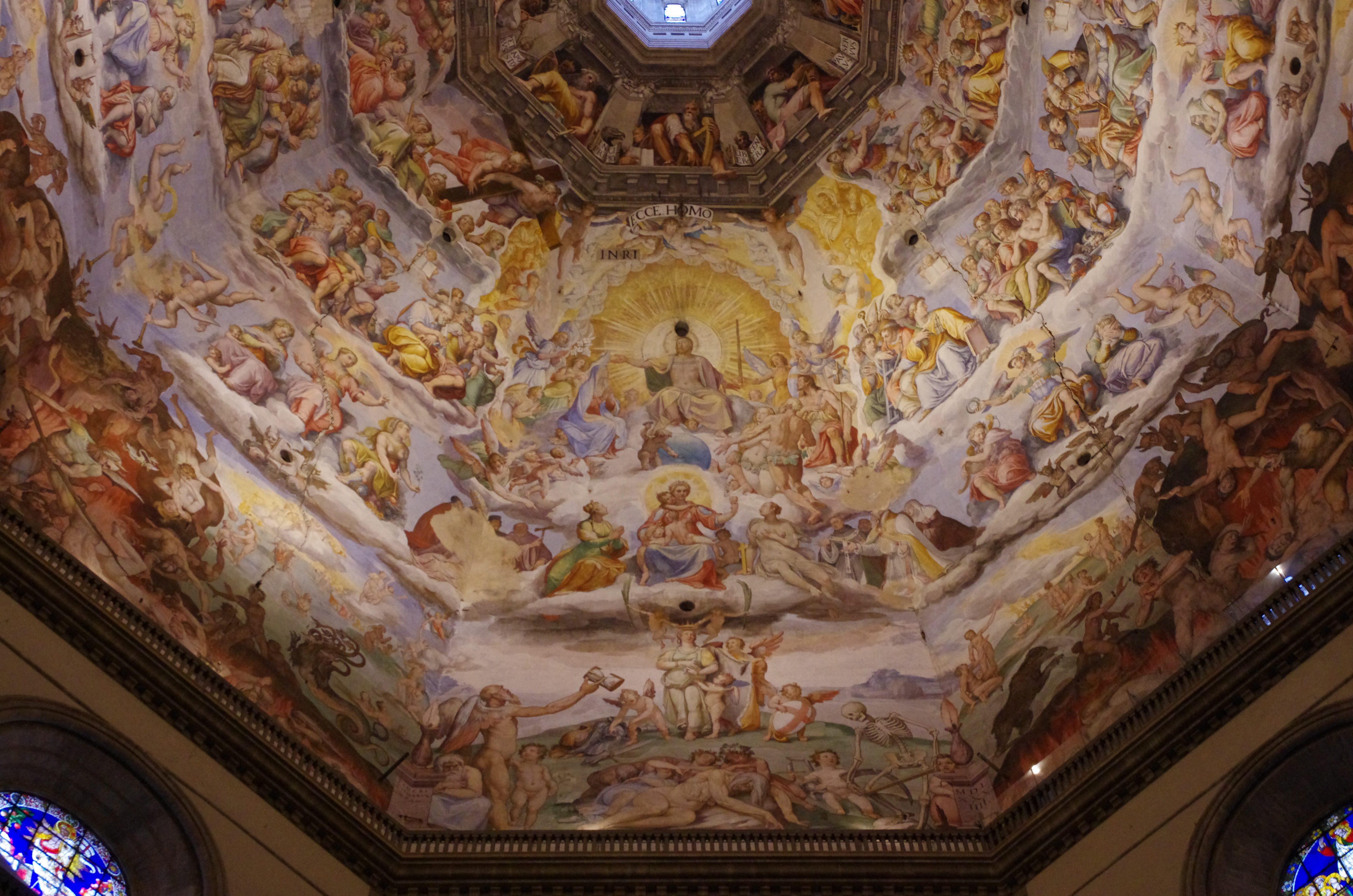
Detall central del Judici Final

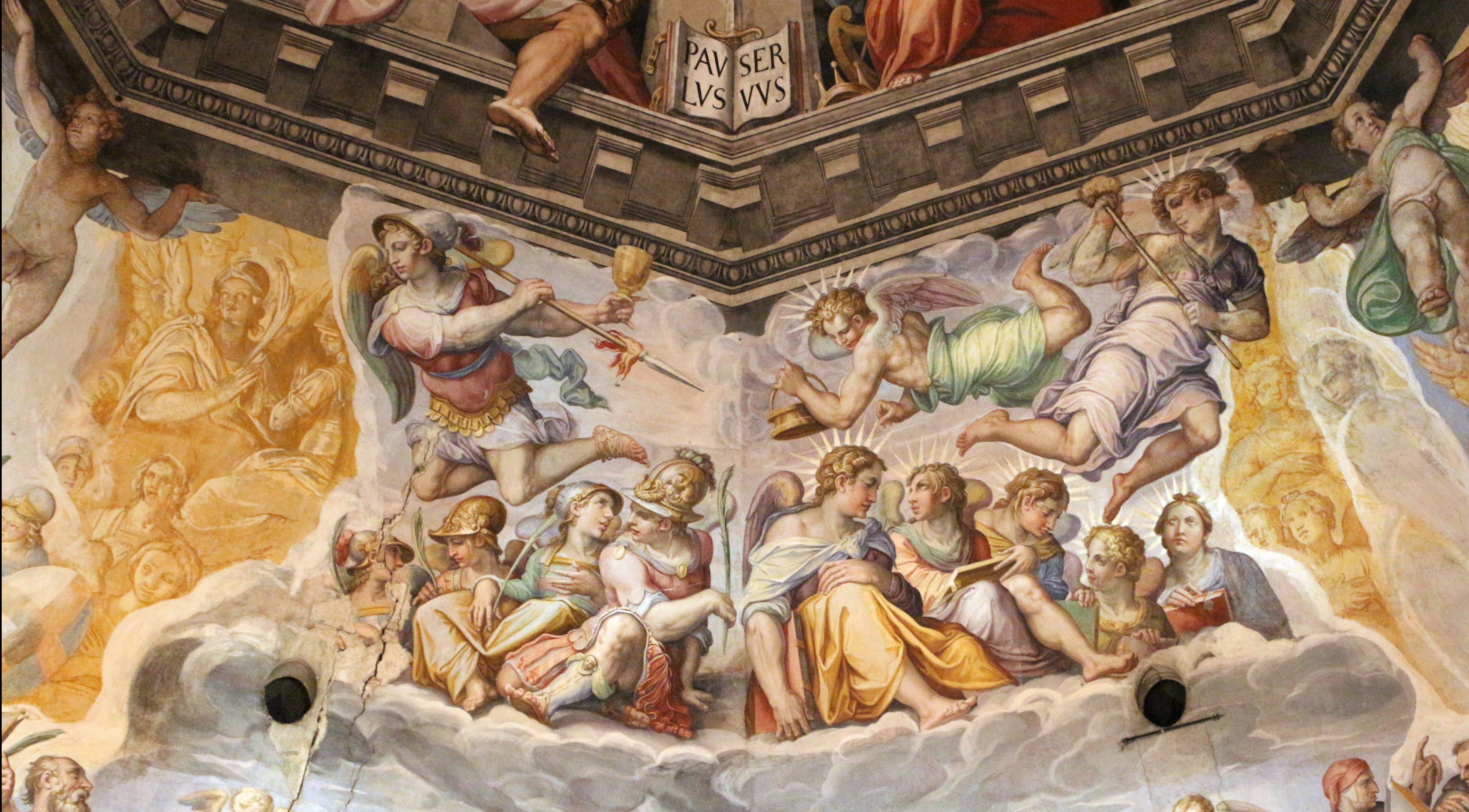
Àngels amb instruments de la Passió:calze, llança i espines

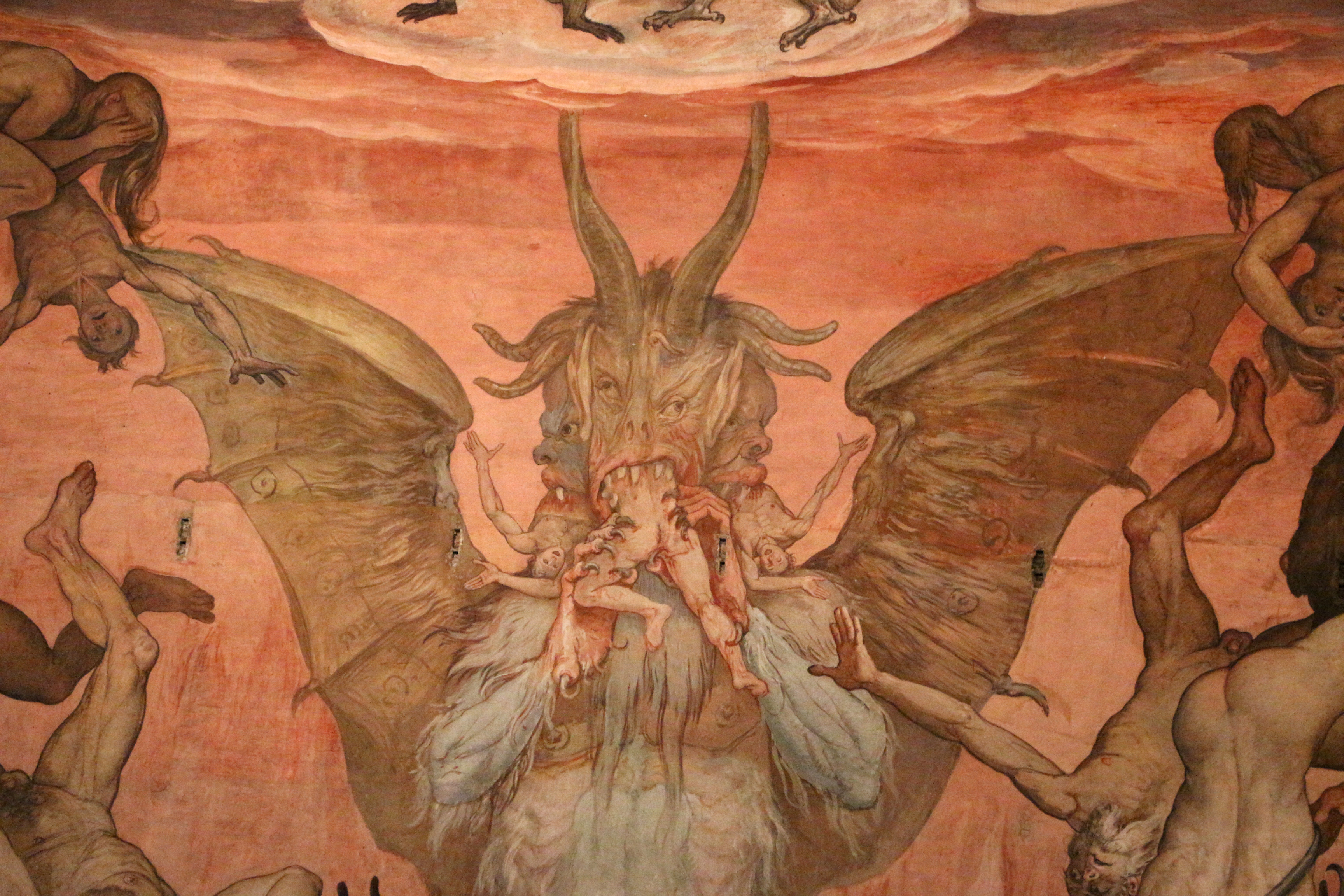
Llucifer a l'Infern

Encara que la cúpula fos construïda amb tècniques noves, sempre va tenir una inspiració directa en la del contigu baptisteri de Sant Joan, de la qual va prendre el desenvolupament i la forma octagonal. Inicialment s'havia previst una decoració interior amb mosaic, un altre element en comú amb la cúpula del baptisteri. Brunelleschi va realitzar diversos esbossos que els operaris podrien haver emprat en l'ornamentació de la immensa superfície interior de la cúpula, de més de 3.600 metres quadrats. Segons l'historiador Alessandro Parronchi, l'arquitecte havia projectat representar l'Infern i el Paradís sobre la base de la Divina Comèdia de Dante. Les il·lustracions realitzades per Sandro Botticelli sobre el poema a principis de la dècada de 1470 podrien estar referides a aquest projecte.
No obstant això, la tècnica del mosaic era ja molt poc emprada en aquesta època i es considerava molt costosa. A més, també preocupava que l'aglomerat utilitzat per fixar les tessel·les pogués incrementar el pes total. Aquest problema no sembla molt important actualment, coneixent l'enorme pes i la resistència de la cúpula, però en aquell moment va ser considerat un motiu essencial per abandonar el projecte en favor d'una decoració mitjançant la tècnica de pintura al fresc.

### L'inici de Vasari
Els treballs de pintura no van començar fins a l'any 1572, en ple manierisme, un segle després de la conclusió de les obres de paleta. El gran duc Cosme I de Mèdici va triar el tema del Judici Final per decorar l'enorme cúpula, i va encarregar la tasca a Giorgio Vasari, amb la col·laboració de Vincenzo Borghini per a l'elecció del tema iconogràfic. A la mort de Vasari únicament s'havia completat la primera de les franges concèntriques previstes, la menor d'elles, situada a la part superior al voltant de l'òcul octagonal cobert pel llanternó.

### La continuïtat de Zuccaro
El va succeir Federico Zuccaro, que en pocs anys i segons les seves pròpies paraules, gairebé sense ajuda, va dur a terme amb pintura al tremp d'ou l'immens cicle figuratiu, un dels més grans del món en superfície, i una de les obres mestres del manierisme. Entre les més de 700 figures, es representen 248 àngels, 235 ànimes, 21 personificacions, 102 personatges religiosos, 35 condemnats, 13 retrats, 14 monstres, 23 nens i 12 animals. El mateix pintor, en el seu testament, recordava amb orgull haver concebut i finalitzat l'obra, de la qual esmentava especialment al gran Llucifer, de tretze braços florentins d'alçària (uns 8 metres i mig). Òbviament, es va valer de molts ajudants, entre els quals es trobava un jove Domenico Passignano. Els treballs van concloure el 1579, només tres anys després de l'inici de la obra.
Els continguts del cicle van ser els adoptats en el Concili de Trento, que havia revisat la doctrina catòlica medieval, ordenant-la d'una manera clara. La cúpula es va dividir en sis anells concèntrics i en vuit franges verticals. A la part superior, el llanternó central està envoltat pels 24 profetes de l'Apocalipsi, situats en grups de tres personatges en cada franja. A partir de dalt, cada franja vertical comprèn quatre escenes representades en cada un dels anells, que s'organitzen de dalt a baix amb el següent esquema:
- un cor d'àngels amb instruments de la Passió (segon anell);
- una categoria de Sants i Escollits (tercer anell);
- una tríada de personatges que representen un do de l'Esperit Sant, les set virtuts i les Benaurances;
- una regió de l'Infern dominada per un pecat capital.[86]

A la franja oriental, enfront de la nau central, els quatre anells es converteixen en tres per deixar espai al gran Crist en Majestat, en contraposició amb la imatge de Llucifer, situat a la franja de davant. El Crist jutge, representat amb gran hieratisme, està situat entre la Mare de Déu i Joan Baptista. Sota ells s'emplacen les tres virtuts teologals: la Fe, l'Esperança i la Caritat, seguides inferiorment per unes figures al·legòriques que representen el Tiemps i l'església Triunfal. Entre els Elegits, el pintor va representar una àmplia galeria de personatges contemporanis, com els patrons de la família Mèdici, l'emperador, el rei de França, Vasari, Borghini, Giambologna i altres artistes, fins i tot ell mateix i molts dels seus parents i amics. Zuccari també hi va afegir la seva signatura i la data.
El 1980 va començar un llarg procés de restauració de les pintures de la cúpula de Santa Maria del Fiore, que es va perllongar fins 1995.